# Konserwacja i restauracja dzieł sztuki

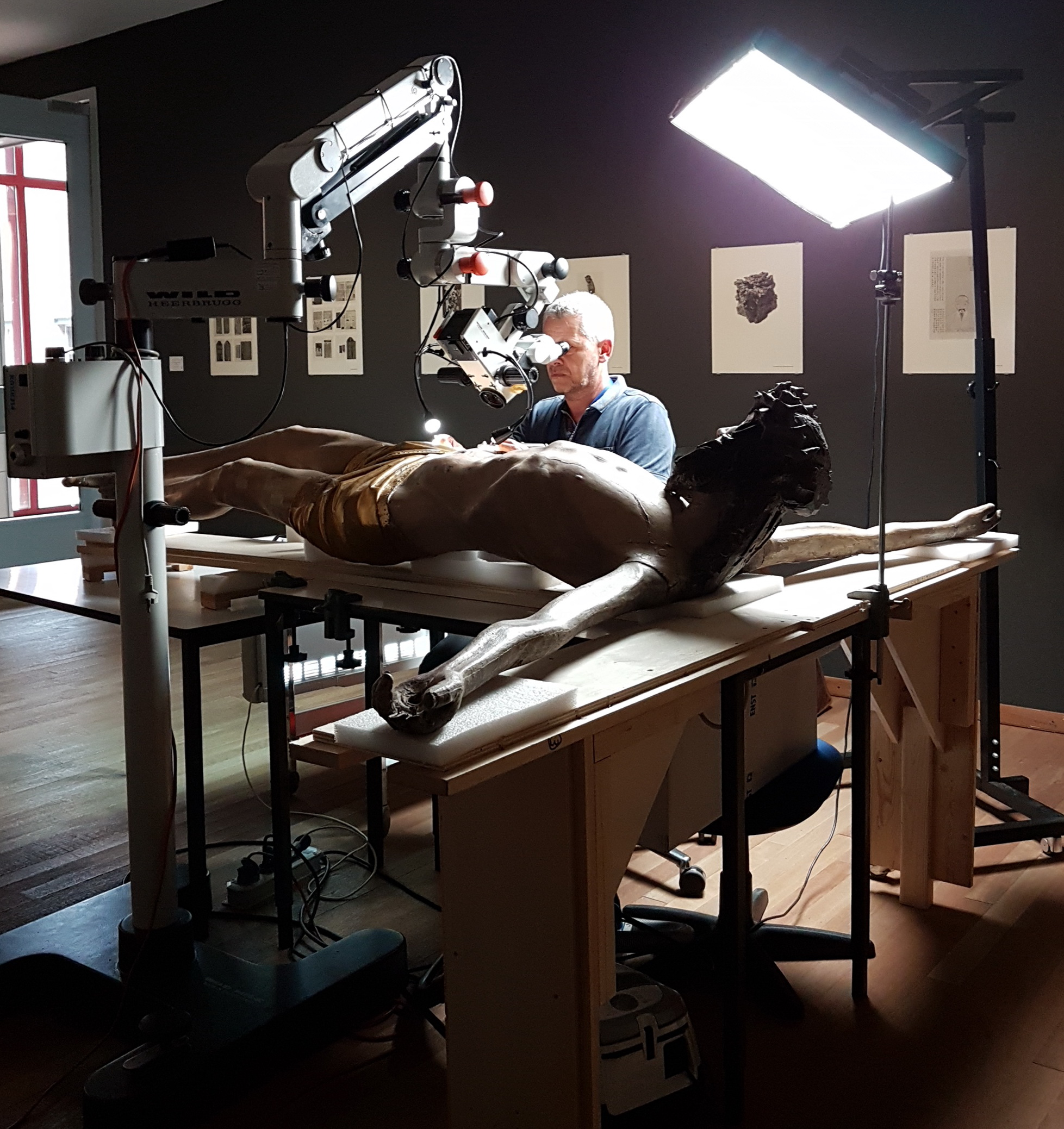
Konserwator-restaurator Stichting Restauratie Atelier Limburg pracujący przy późnogotyckiej rzeźbie Jana van Steffeswert w Bonnefantenmuseum w Maastricht, 2018

Konserwacja i restauracja dzieł sztuki (łac. conservatio – zachowywanie, utrzymywanie, ochrona; restauratio – odnowienie) – dyscyplina naukowa, której celem jest zrozumienie dzieła sztuki, poznanie jego historii i znaczenia oraz zapewnienie mu ochrony, rozumianej przede wszystkim jako utrzymanie autentyzmu wszystkich budujących je wartości, a także ewentualnie jego restauracja i rewaloryzacja.
Jej przedmiotem są dawne i współczesne dobra kultury będące dziełami sztuk wizualnych, składające się ze sfery materialnej i/lub niematerialnej, wliczając w to dzieła sztuki oddziałujące pozawzrokowo. Ich istotnym wyróżnikiem jest obecność wartości artystycznych. Poddawane konserwacji dzieła sztuki najczęściej są również zabytkami, jednak nie zawsze nimi muszą być, jak ma to miejsce w przypadku konserwacji sztuki współczesnej. Zgodnie z ustawą o ochronie zabytków, dyplomowani konserwatorzy-restauratorzy dzieł sztuki kierują pracami konserwatorskimi, restauratorskimi i badaniami konserwatorskimi przy zabytkach wpisanych do rejestru zabytków. W praktyce, konserwatorzy-restauratorzy dzieł sztuki zajmują się również zabytkami pozbawionymi wartości artystycznych.
Konserwacja i restauracja dzieł sztuki jest interdyscyplinarnym działem nauki, włączając w swój warsztat badawczy metody nauk humanistycznych, przyrodniczych i technicznych, a także rozbudowaną deontologię i etykę zawodową.
Po ograniczeniu liczby dyscyplin naukowych w 2018 r., razem ze sztukami plastycznymi tworzy dyscyplinę „sztuki plastyczne i konserwacja dzieł sztuki”, należącą do dziedziny sztuki. Powiązana jest z dyscypliną „ochrona dziedzictwa i konserwacja zabytków”, należącą do dziedziny nauk inżynieryjno-technicznych, a także ochroną dóbr kultury, wliczaną do nauk o sztuce, dzieląc z nimi dużą część założeń teoretycznych i etycznych, w tym wiele dokumentów doktrynalnych.
W Polsce studia w zakresie konserwacji i restauracji dzieł sztuki prowadzone są na Wydziale Konserwacji i Restauracji Dzieł Sztuki Akademii Sztuk Pięknych im. Jana Matejki w Krakowie, Wydziale Konserwacji i Restauracji Dzieł Sztuki Akademii Sztuk Pięknych w Warszawie, Wydziale Sztuk Pięknych Uniwersytetu Mikołaja Kopernika w Toruniu oraz Wydziale Ceramiki i Szkła Akademii Sztuk Pięknych im. Eugeniusza Gepperta we Wrocławiu.
Terminem tym określa się również zespół czynności prowadzących do ochrony dzieła sztuki.

## Terminologia
Zbiorczy termin „konserwacja i restauracja dzieł sztuki” powstał z konieczności określenia zespołu zróżnicowanych praktyk o różnych celach, w sytuacji funkcjonowania odmiennych definicji w poszczególnych środowiskach badawczych oraz różnic językowych. W językach łacińskich, ogół działań konserwatorsko-restauratorskich określany jest terminami restauro (włoski), restauration (francuski), restauración (hiszpański), podczas gdy w języku angielskim stosowany jest ogólny termin conservation, łączący konserwację (ang. preservation) i restaurację.

### Różnice między konserwacją a restauracją dzieł sztuki

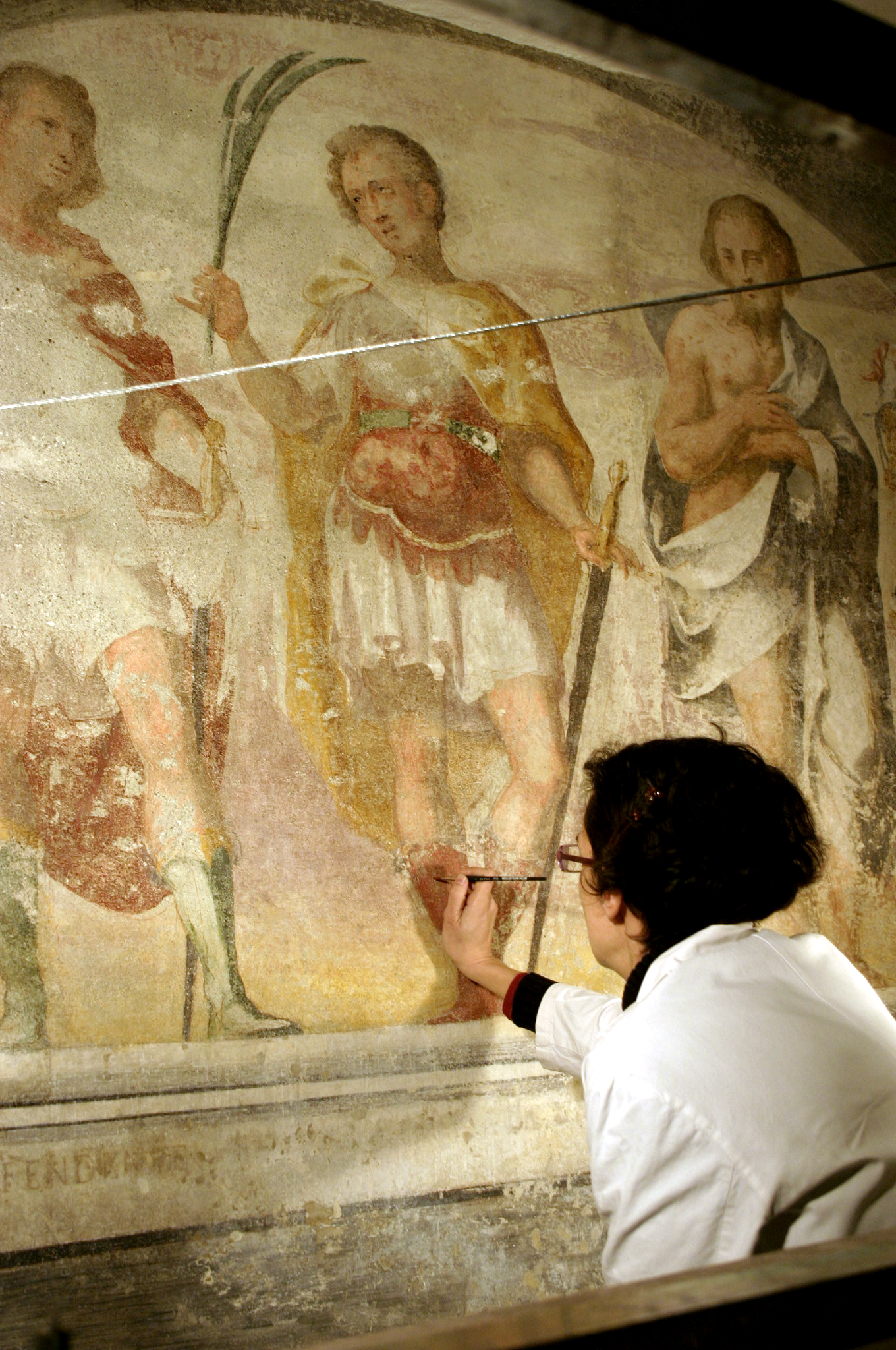
Uzupełnianie ubytków warstwy malarskiej malowidła ściennego w krypcie bazyliki św. Eustorgiusza w Mediolanie

W ujęciu teoretycznym różnice między konserwacją i restauracją najczęściej definiuje się na podstawie celu, jaki mają spełniać. W rzeczywistości jednak kryterium celu często nie umożliwia precyzyjnego określenia, czy dana czynność jest konserwacją, czy restauracją. Przyczynia się do tego złożoność zabiegów konserwatorskich oraz długofalowość i wieloaspektowość ich skutków. Praktycznym kryterium ułatwiającym rozróżnienie jest zauważalność efektów danego działania w postaci zmian zachodzących w obiekcie. Z punktu widzenia nieprofesjonalnego obserwatora, obiekty poddane konserwacji wyglądają tak jak wyglądały wcześniej, a obiekty poddane restauracji – odmiennie.

#### Konserwacja
W szerokim ujęciu konserwacja, zgodnie z definicją zawartą w Karcie Krakowskiej 2000, stanowi zespół postaw społeczeństwa, które przyczyniają się do trwałości dziedzictwa. W węższym ujęciu jest zespołem praktyk mających na celu zachowanie integralności dzieła sztuki, utrzymanie jego postrzegalnych cech w stanie obecnym oraz przedłużenie jego trwania bez wprowadzania w nie widocznych zmian, przede wszystkim przez ustabilizowanie jego stanu i opóźnienie degradacji.
Praktyki te kategoryzowane są ze względu na stopień ich ingerencji w materialną strukturę obiektu: od konserwacji zapobiegawczej, prewencyjnej (ang. preventive preservation, preventive conservation), zapobiegającej powstawaniu zniszczeń przez wyeliminowanie ich przyczyn zewnętrznych, po konserwację czynną, aktywną (ang. direct preservation, conservation), modyfikującą niepostrzegalne lub mniej postrzegalne cechy dzieła sztuki. Praktyki te określane są zbiorczym terminem „konserwacja” (ang. preservation).

#### Restauracja

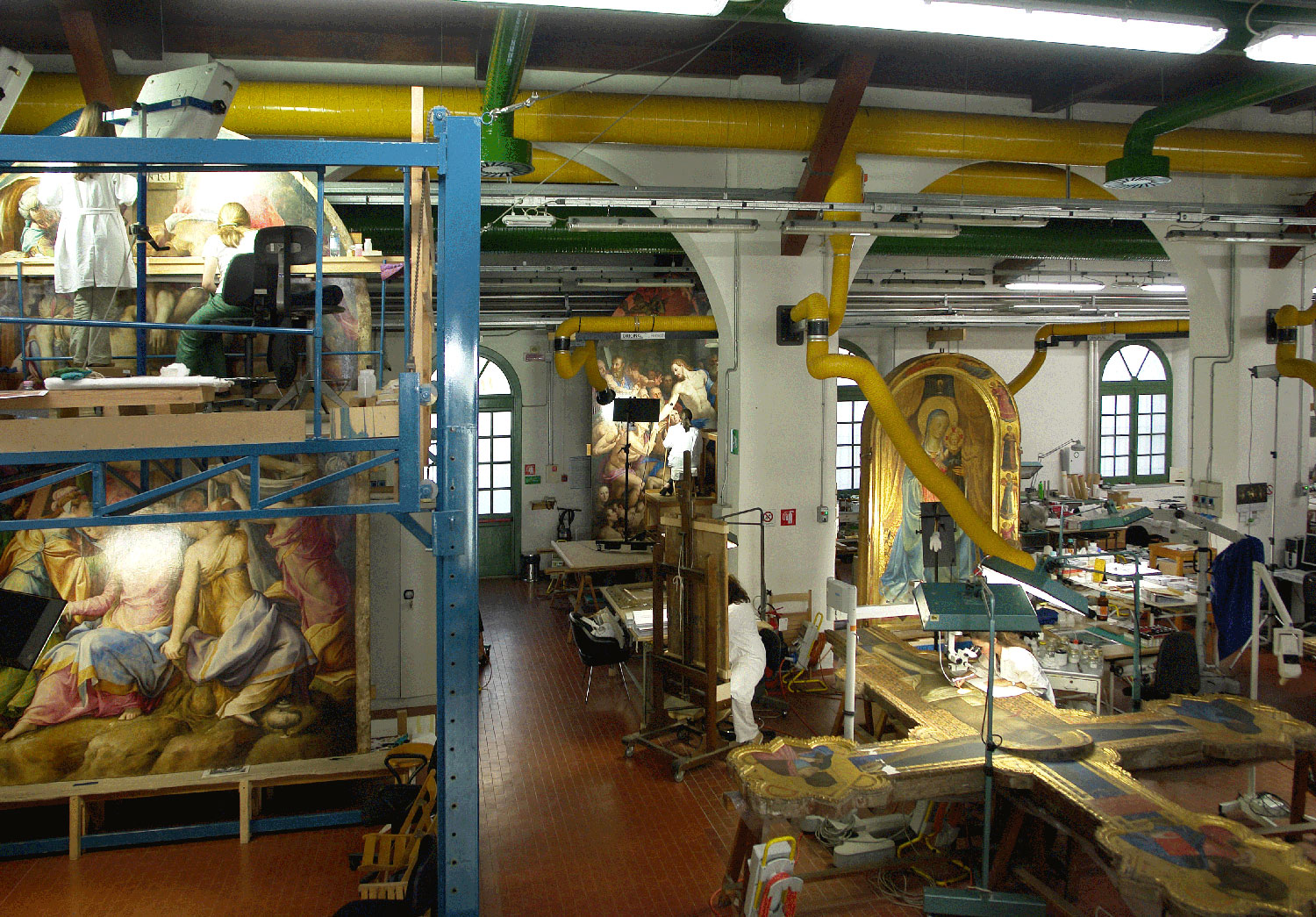
Pracownia konserwatorska Opificio delle Pietre Dure we Florencji w 2006 r., w prawym dolnym rogu widoczny poddawany konserwacji krucyfiks autorstwa Giotto di Bondone, pochodzący z kościoła Wszystkich Świętych we Florencji

Restauracja dąży do przywrócenia wcześniejszego – lepszego i znanego – stanu dzieła sztuki, niekoniecznie „pierwotnego”. Obejmuje bezpośrednie działania przeprowadzane na uszkodzonym lub zdegradowanym dziele sztuki, zwiększające jego czytelność oraz ułatwiające jego doświadczenie i zrozumienie, przy maksymalnym respektowaniu jego właściwości estetycznych, historycznych i fizycznych. Wydobywa, przywraca lub odtwarza wartości artystyczne i estetyczne przez modyfikację postrzegalnych cech dzieła sztuki.
W praktyce, konserwacja i restauracja występują najczęściej równocześnie, jako konsekwencje jednej i tej samej technicznej czynności. Wiele zabiegów mających przedłużyć istnienie obiektu przyczynia się równocześnie do jego restauracji (np. kąpiel papieru mająca na celu wzmocnienie jego struktury i usunięcie szkodliwych produktów degradacji często prowadzi do uzyskania jaśniejszej powierzchni, bliższej stanowi pierwotnemu). Rozróżnienie konserwacji i restauracji jest jednak niezwykle ważne ze względu na występujące między nimi różnice, a także uwarunkowania etyczne, będące wynikiem XIX-wiecznych zbyt dalekich ingerencji w istotę i estetykę dzieła sztuki (czego przykładem może być działalność Eugène Viollet-le-Duca).
W zakres konserwacji i restauracji wliczane są także działania dokumentacyjne i badawcze, mające na celu wytworzenie informacji i zapisów, które następnie mogą umożliwiać odbiorcy doświadczanie dzieła niebezpośrednio lub wirtualnie, także w przypadku unicestwienia samego dzieła sztuki – m.in. cyfryzacja, konserwacja przez dokumentację, wykonywanie replik i reprodukcji. Salvador Muñoz Viñas określa te działania mianem konserwacji informacyjnej (ang. informational preservation).

### Różnice między zabytkiem, dobrem kultury i dziedzictwem a dziełem sztuki

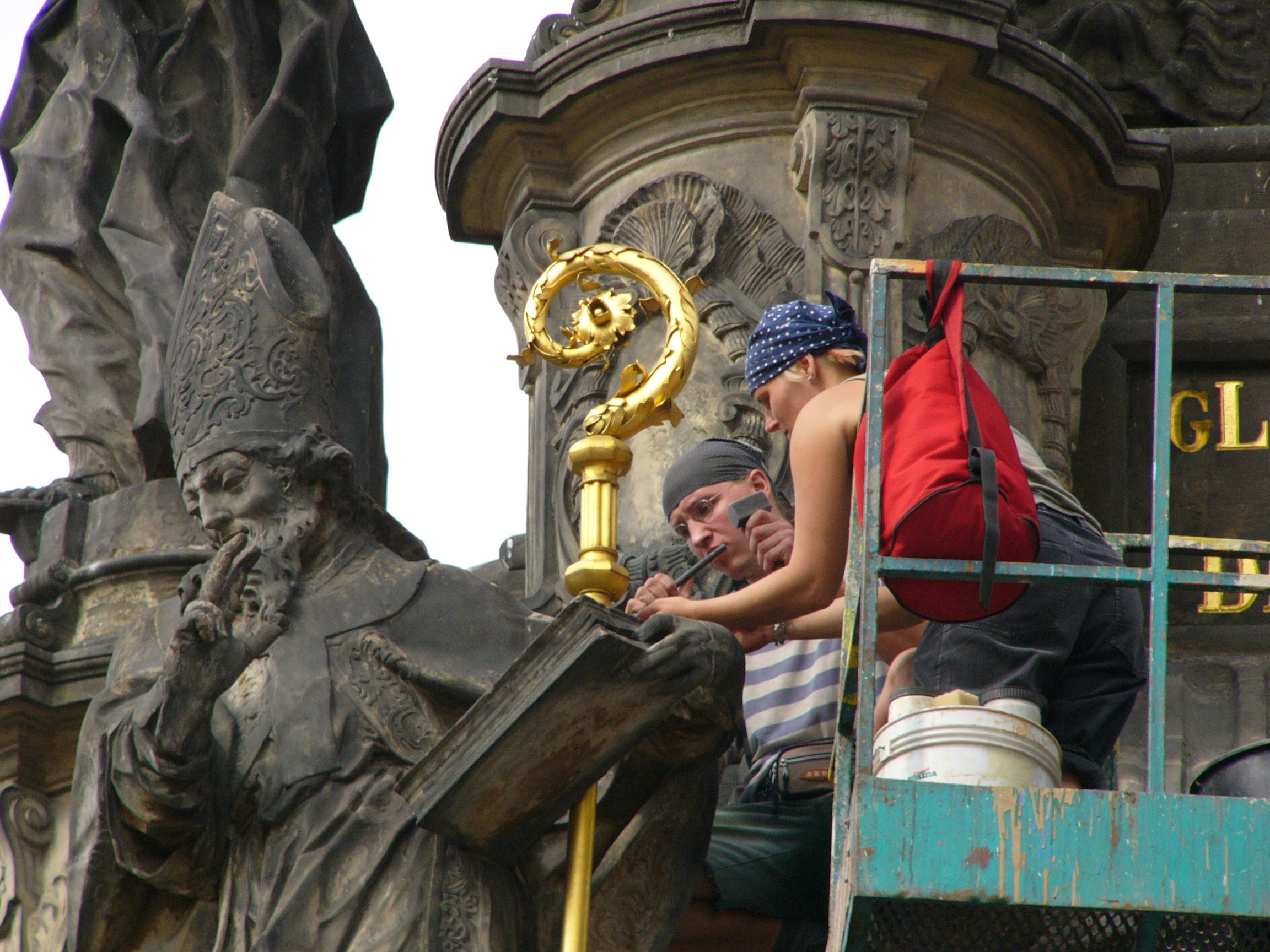
Konserwacja Kolumny Trójcy Świętej w Ołomuńcu, 2006

Jednoznaczne rozgraniczenie działów nauki poświęconych ochronie materialnego i niematerialnego dorobku kultury, m.in.: konserwacji i restauracji dzieł sztuki, ochrony i konserwacji zabytków, ochrony dóbr kultury (wliczanej do nauk o sztuce), a także instytucji, organów administracji państwowej i innych przejawów działalności człowieka, jest utrudnione przez różne, choć częściowo pokrywające się zakresy znaczeniowe pojęć: dzieło sztuki, zabytek, dziedzictwo kultury i dobro kultury. Fakt ten pociąga za sobą liczne podobieństwa i wspólnych obszary (np. w postaci wielu dokumentów doktrynalnych), a także ich mylenie w języku potocznym. Różnice między nimi mają jednak istotne znaczenie dla teorii i praktyki.

#### Zabytek
Zabytek definiowany jest najczęściej jako powstały w przeszłości materialny wytwór człowieka, chroniony ze względu na zawarte w nim wartości.
Alois Riegl zabytek definiował jako dzieło ludzkich rąk, które zostało wytworzone w celu zachowania czynów ludzkich lub wydarzeń w świadomości przyszłych pokoleń. Wyróżnił trzy wartości zabytkowe (niem. Denkmalswert): historyczną, artystyczną i dawności. Hanna Jędrzejewska terminem „zabytek” określała każde materialne świadectwo dawnej ludzkiej twórczości, niezależnie od jego wieku, rodzaju i znaczenia, będące autentycznym dokumentem przeszłości, niosącym informację o kulturze czasów minionych. Podobnie pojęcie to definiuje ustawa o ochronie zabytków: „nieruchomość lub rzecz ruchoma, ich części lub zespoły, będące dziełem człowieka lub związane z jego działalnością i stanowiące świadectwo minionej epoki bądź zdarzenia, których zachowanie leży w interesie społecznym ze względu na posiadaną wartość historyczną, artystyczną lub naukową”. Niektórzy badacze, jak np. Bogumiła J. Rouba, określają zabytki szerzej, jako „dawne materialne i niematerialne dobra kultury”.
Każdy zabytek jest dokumentem historii, ale nie każdy jest dziełem sztuki, więc termin ten nie obejmuje wszystkiego, czego ochroną zajmują się konserwatorzy-restauratorzy dzieł sztuki.

#### Dobro kultury

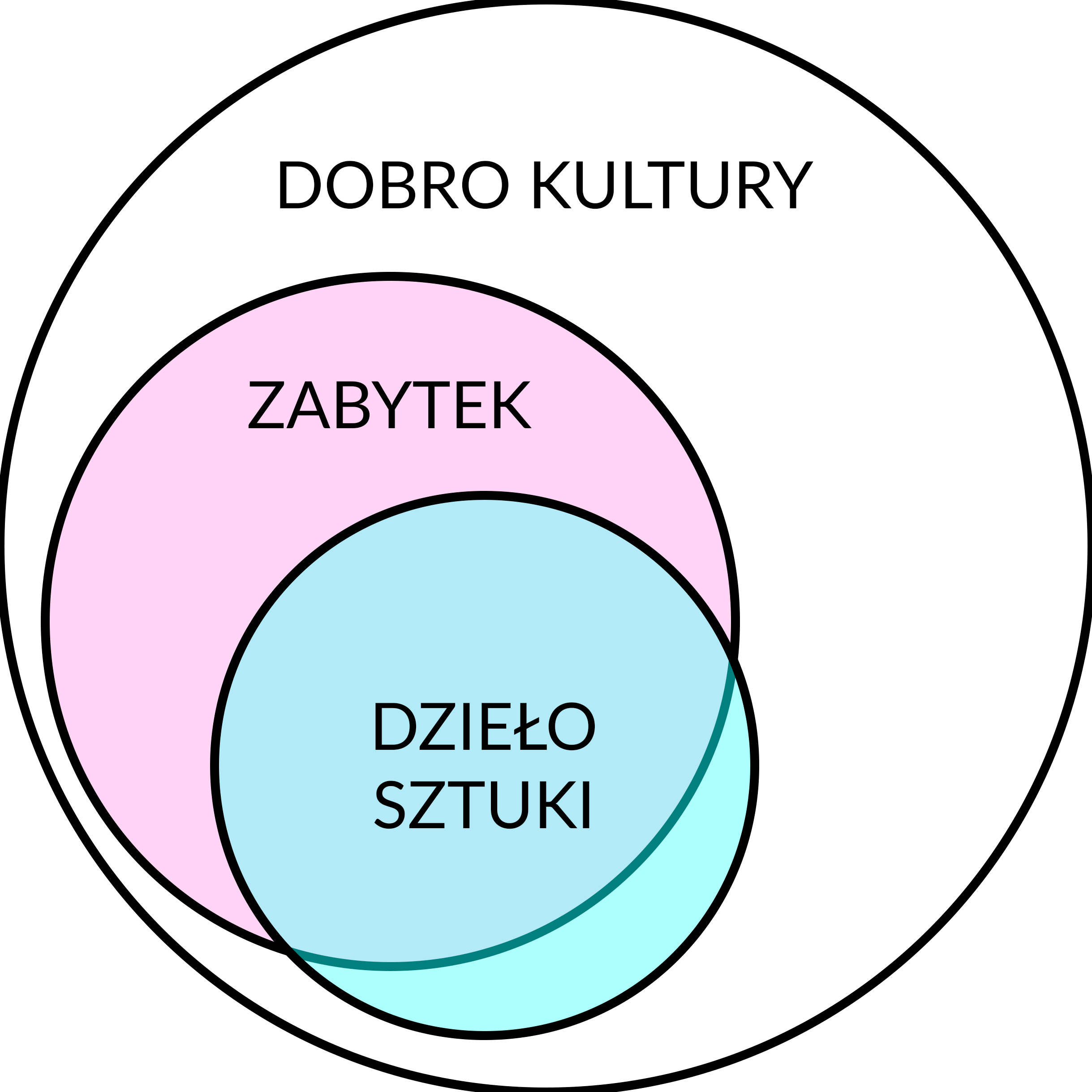
Diagram przedstawiający relację terminów „dzieło sztuki”, „zabytek” oraz „dobro kultury”

Dobro kultury jest pojęciem najszerszym, obejmującym dawne i współczesne, materialne i niematerialne wytwory będące dziełem człowieka, a także natury, jeśli posiadają one nadane przez człowieka wartości duchowe. Obok dóbr materialnych, w zakres tego pojęcia wchodzą dzieła niematerialne, takie jak np. utwory muzyczne czy teatralne, ale także tradycje i obrzędy.

#### Dziedzictwo kultury
Dziedzictwo kultury jest terminem bliskoznacznym „dobru kultury”, oznaczającym tę część powstałych w przeszłości dóbr kultury, które zostały uznane za wartościowe przez następne pokolenia i przetrwały do czasów dzisiejszych. Według Andrzeja Tomaszewskiego różnica polega na tym, że „dobro kultury” jest terminem „apolitycznym i aideologicznym”, obejmującym cały kulturalny dorobek ludzkości, „dziedzictwo” jest natomiast wybraną według pozaestetycznych kryteriów częścią spuścizny minionych pokoleń, którą „chcemy przejąć na własność i wziąć za to odpowiedzialność”. W związku z tym dziedzictwo kultury składa się z wytworów dawnych, jest jednak konstruktem współczesnego społeczeństwa, podlegającym nieustannym przemianom i poszerzaniu.

#### Dzieło sztuki

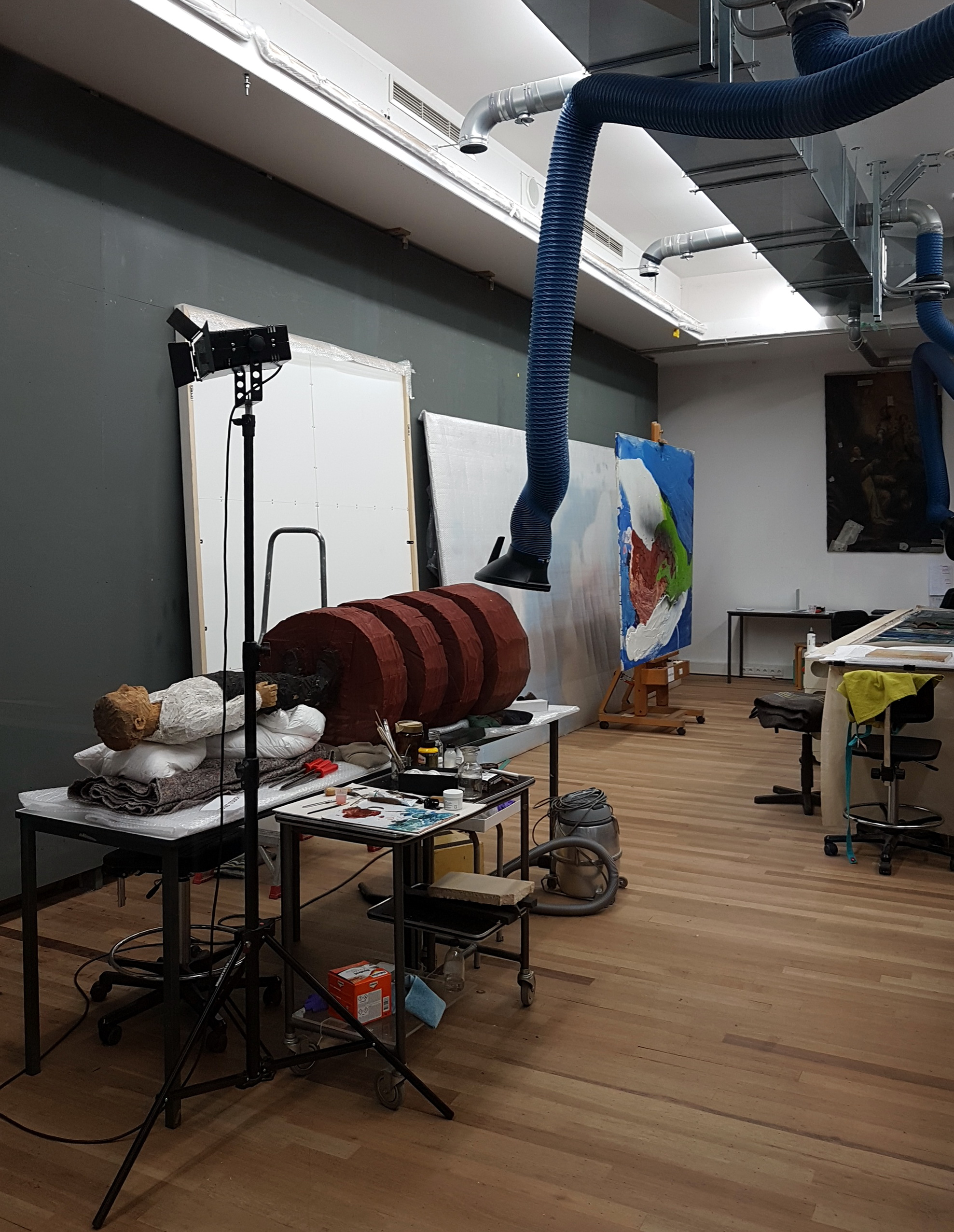
Konserwacja i restauracja współczesnej rzeźby Stephena Balkenhola przeprowadzana przez Stichting Restauratie Atelier Limburg w Bonnefantenmuseum w Maastricht

Dzieło sztuki, jak i sama sztuka, jest pojęciem otwartym, niemożliwym do zdefiniowania pomimo licznych historycznych prób (def. nominatywna, instytucjonalna, tautologiczna). Jak pisze Jerzy Hanusek, każda prawidłowa definicja – odwołująca się do definiowalnych pojęć – będzie jednocześnie zbyt wąska i zbyt szeroka, ponieważ zawsze będą istnieć przykłady dzieł sztuki przekraczające daną definicję, a także przedmioty spełniające definicję, ale niebędące sztuką.
Dzieło sztuki, w kontekście konserwacji i restauracji dzieł sztuki, określane jest jako dawny lub współczesny wytwór ludzkiej działalności (dobro kultury) posiadający wartości artystyczne, składający się ze sfery materialnej i/lub niematerialnej. Grażyna Korpal, powołując się na Marię Gołaszewską, określa dzieło sztuki jako „zapis poznania, przeżycia oraz działania artysty”, podkreślając wagę i konieczność ochrony jego aspektów niematerialnych. Iwona Szmelter podkreśla, że do elementów budujących dzieło sztuki i jego autentyzm, obok wartości materialnych i niematerialnych (idei, znaczeń) wprowadzonych przez artystę, należy także kontekst społeczny, kulturalny, polityczny.
Rozróżniając dzieło sztuki od zabytku, Jan Białostocki wskazywał, że dla dzieła sztuki najważniejsze są wartości artystyczne i estetyczne, a wartość dawności stoi na dalszym planie, podczas gdy dla zabytku, będącego reliktem przeszłości i przekazem epoki już zamkniętej, wartości artystyczne i estetyczne nie są pierwszorzędne. Kolejno, zabytek może być wytworem anonimowym, nie ujawniającym osobowości twórcy, podczas gdy dzieło sztuki nosi znamię artysty. Białostocki wskazywał również, że zabytek jest reliktem przede wszystkim materialnym, podczas gdy sfera materialna dzieła sztuki pośredniczy w doznawaniu „«wartości wyższego rzędu», uważanych za przynależne do kultury duchowej”.

#### Obiekt
Na skutek trudności definicyjnych i potrzeb praktycznych, w terminologii konserwatorskiej powstało również pojęcie „obiektu”. Posiada ono szerszy zakres znaczeniowy niż „dzieło sztuki” i nie odnosi się wyłącznie do sztuki. Obejmuje materialną strukturę jednego dzieła lub zabytku, jego wydzielonej części lub zespołu dzieł powiązanych ze sobą.

## Konserwacja i restauracja dzieł sztuki jako dyscyplina naukowa

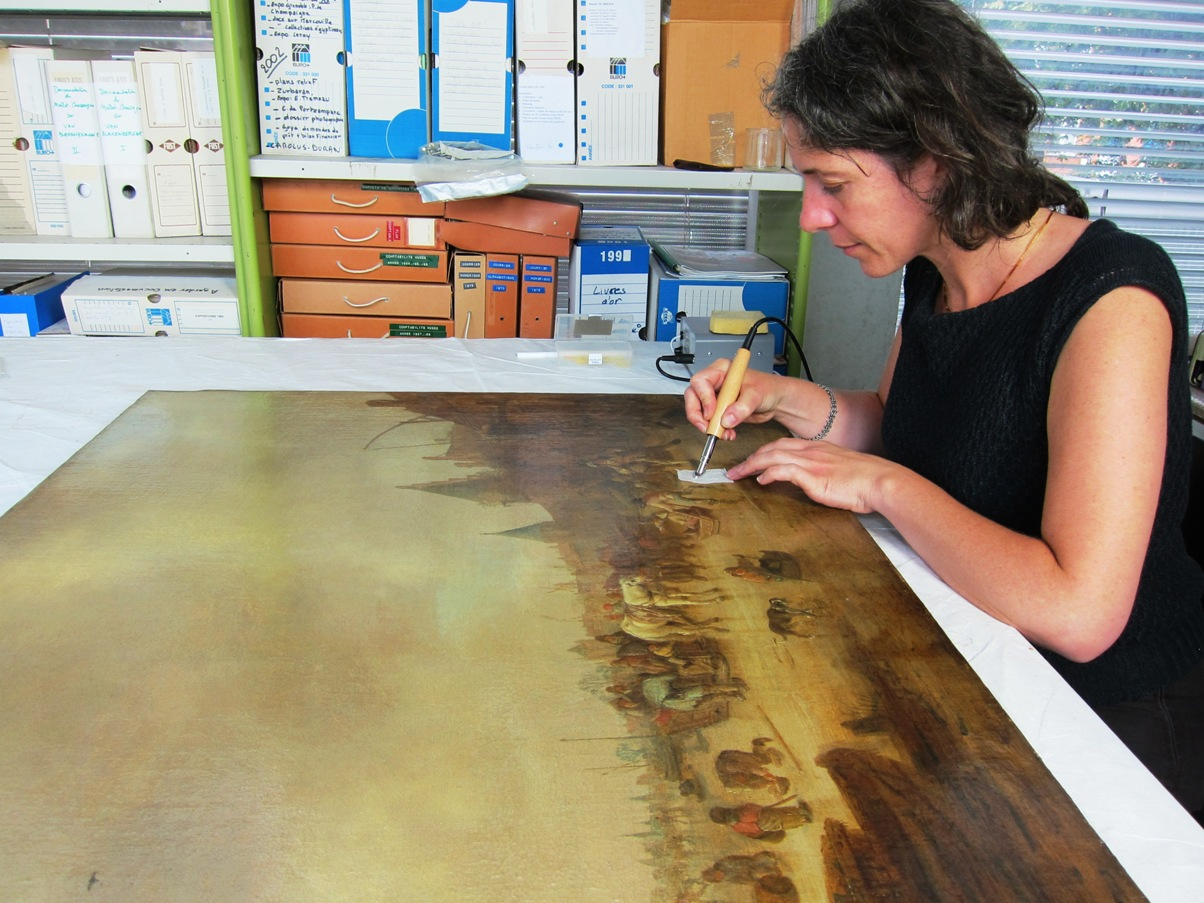
Zabiegi konserwatorskie przeprowadzane przy pomocy kautera na licu obrazu Isaaca van Ostade „Łyżwiarze” z 1641

### Konserwacja i restauracja dzieł sztuki w klasyfikacji dziedzin i dyscyplin naukowych
Konserwacja i restauracja dzieł sztuki jest dyscypliną naukową o określonym celu i przedmiocie procesu poznania, funkcjonującą w klasyfikacji dziedzin i dyscyplin naukowych w Polsce.
W latach 2009–2011 „konserwacja i restauracja dzieł sztuki” stanowiła odrębną dyscyplinę w dziedzinie „sztuki plastyczne”, w latach 2011–2018 odrębną dyscyplinę w dziedzinie sztuk plastycznych, w obszarze sztuki. Od 2018 r., na mocy Rozporządzenia Ministra Edukacji i Nauki, razem ze sztukami plastycznymi tworzy dyscyplinę „sztuki plastyczne i konserwacja dzieł sztuki”, należącą do dziedziny sztuki.
Ta klasyfikacja została utrzymana w Rozporządzeniu Ministra Edukacji i Nauki z dnia 11 października 2022 r., które wprowadziło dodatkowo odrębną dyscyplinę „ochrona dziedzictwa i konserwacja zabytków”, należącą do dziedziny nauk inżynieryjno-technicznych.

### Cel konserwacji i restauracji dzieł sztuki

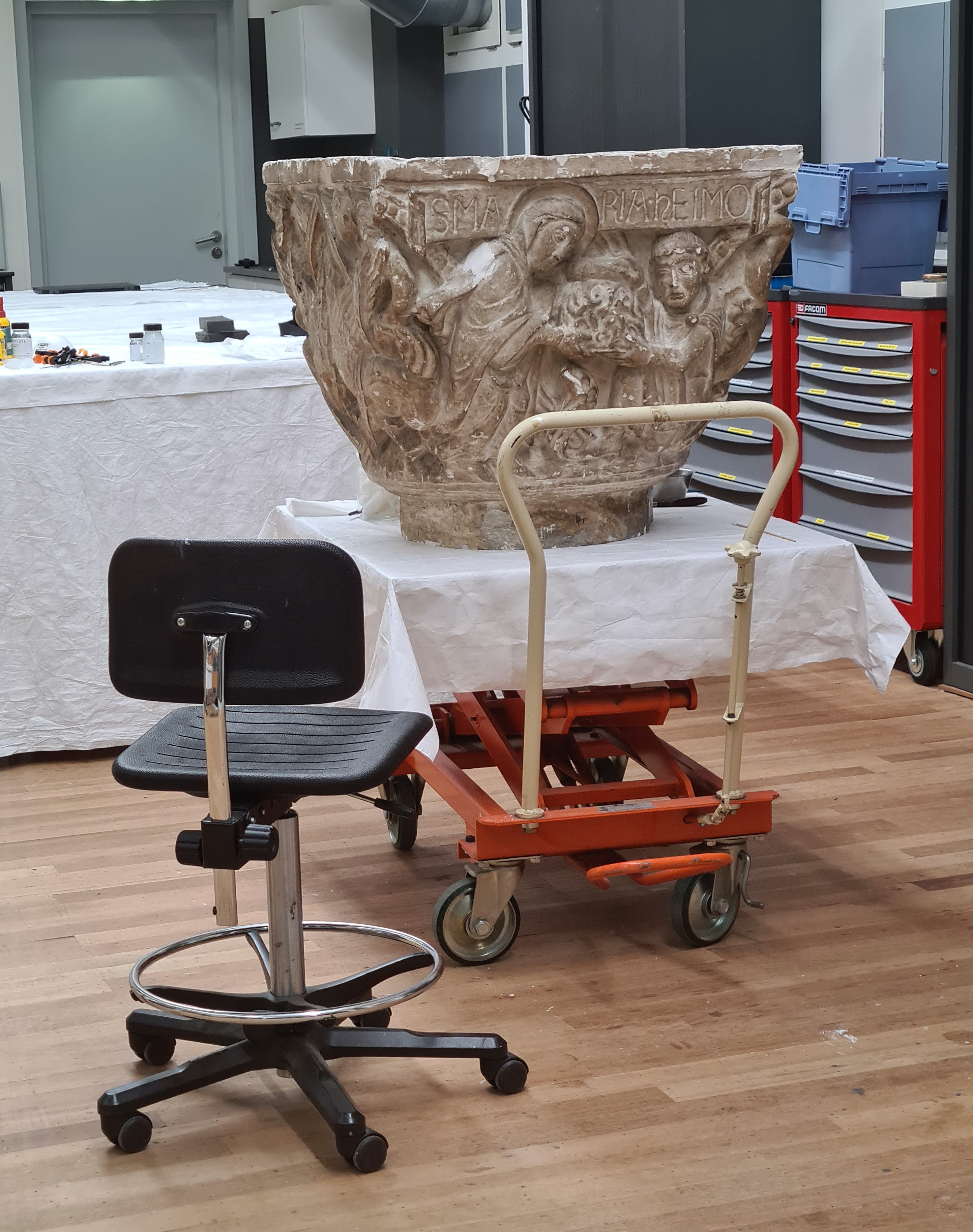
Konserwacja i restauracja gipsowego odlewu XII-wiecznego kapitela z Bazyliko Najświętszej Marii Panny Gwiazdy Morza w Maastricht, przeprowadzana przez Stichting Restauratie Atelier Limburg

Zgodnie z Kartą Wenecką, celem konserwacji i restauracji jest zachowanie każdego dzieła sztuki, jak też świadectwa historii. W obecnym rozwinięciu idei zawartych w Karcie Weneckiej, zgodnie z Dokumentem z Nara o autentyzmie, celem konserwacji i restauracji jest „zrozumienie dzieła, poznanie jego historii i znaczenia, zapewnienie jego materialnej ochrony i ewentualnie jego restauracji i rewaloryzacji”. Konserwacja i restauracja dąży do zachowania dzieła sztuki wraz z jego kontekstem i znaczeniem w takim sposób, by nie stało się ono nieczytelne lub niezrozumiałe dla kolejnych pokoleń, kładąc szczególny nacisk na autentyzm zarówno jego sfery materialnej, jak i niematerialnej.

### Przedmiot konserwacji i restauracji dzieł sztuki
Zgodnie z nazwą główny obszar zainteresowania konserwacji i restauracji stanowią dzieła sztuki.

Początkowo przedmiotem konserwacji były historyczne dzieła należące do tradycyjnych dziedzin sztuk plastycznych, takie jak malarstwo, rzeźba, architektura czy grafika. Dzieła te najczęściej były również zabytkami, przez co w mowie potocznej występuje wymienne stosowanie obu pojęć. Z czasem zakres przedmiotu konserwacji i restauracji dzieł sztuki coraz bardziej rozszerzał się także na obiekty nie będące zabytkami. Proces ten postępował wraz z uznawaniem za sztukę istniejących dziedzin twórczości (jak miało to miejsce w przypadku fotografiki), powstawaniem nowych dziedzin twórczości artystycznej (instalacja, sztuka wideo), a także włączaniem ich wytworów do kolekcji muzealnych i powstawaniem potrzeby ich ochrony. Obecnie obserwuje się dynamiczny rozwój konserwacji i restauracji dzieł sztuki efemerycznej i cyfrowej, m.in. performansu, sztuki internetu czy gier wideo. 

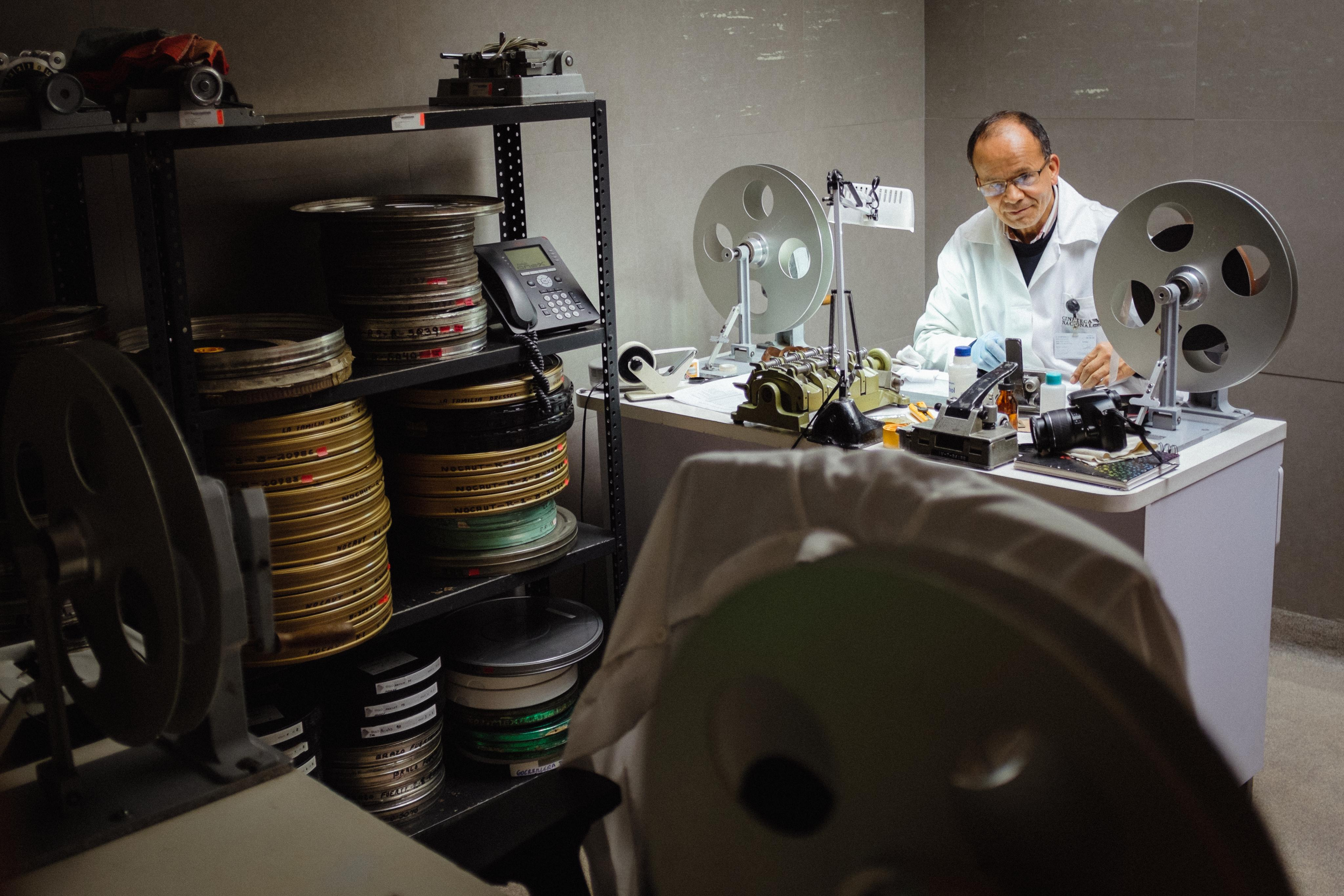
Konserwacja i restauracja błon filmowych z azotanu celulozy.

W obecnym rozumieniu przedmiotem konserwacji i restauracji są dobra kultury będące dziełami sztuk wizualnych, do których wlicza się również dzieła sztuki oddziałujące pozawzrokowo, np. haptycznie, akustycznie czy olfaktorycznie, składające się ze sfery materialnej (ang. tangible) i/lub niematerialnej (ang. intangible). Przedmiot konserwacji i restauracji obejmuje zarówno dzieła autograficzne (w których materiał i forma realizacji są tożsame, np. malarstwo czy rzeźba) oraz dzieła zmienne i allograficzne (odtwarzane każdym razem na nowo według instrukcji, zawierające element improwizacji itd., np. sztuka time-based media, niektóre instalacje, performans).
Dyplomowani konserwatorzy-restauratorzy pracują również z obiektami nie będącymi dziełami sztuki, np. należącymi do dziedzictwa historycznego i martyrologicznego, wykorzystując wiedzę na temat materialnej sfery dzieł sztuki. Znajduje to potwierdzenie w ustawie o ochronie zabytków, zgodnie z którą „pracami konserwatorskimi, pracami restauratorskimi lub badaniami konserwatorskimi, prowadzonymi przy zabytkach wpisanych do rejestru kieruje osoba, która ukończyła studia drugiego stopnia lub jednolite studia magisterskie, w zakresie konserwacji i restauracji dzieł sztuki lub konserwacji zabytków”.

## Konserwacja i restauracja dzieł sztuki jako zespół czynności praktycznych

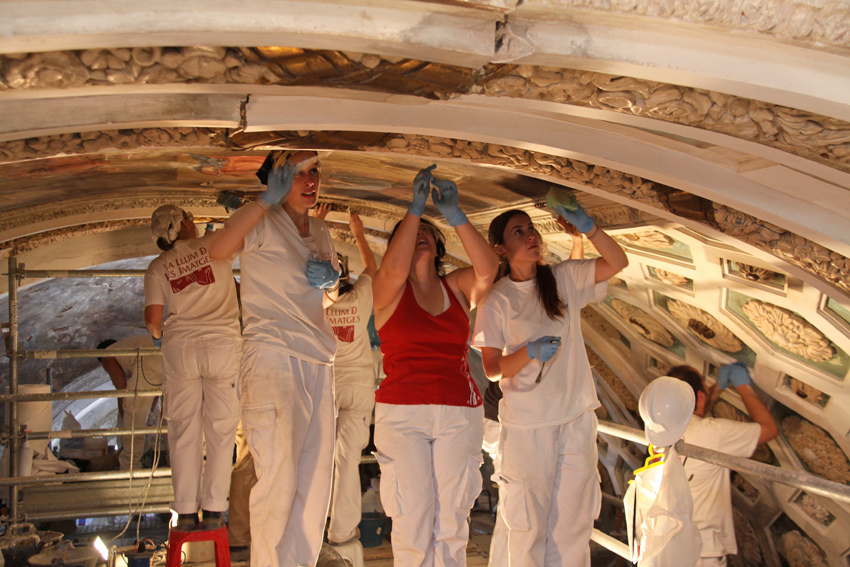
Konserwacja sklepienia kaplicy Mare de Déu w Alcoy w Hiszpanii.

Działalność konserwatorów i restauratorów może być podzielona na kilka obszarów, cechujących się odmiennymi warunkami pracy oraz towarzyszących jej wyzwań i wymogów.

### Konserwacja i restauracja in situ

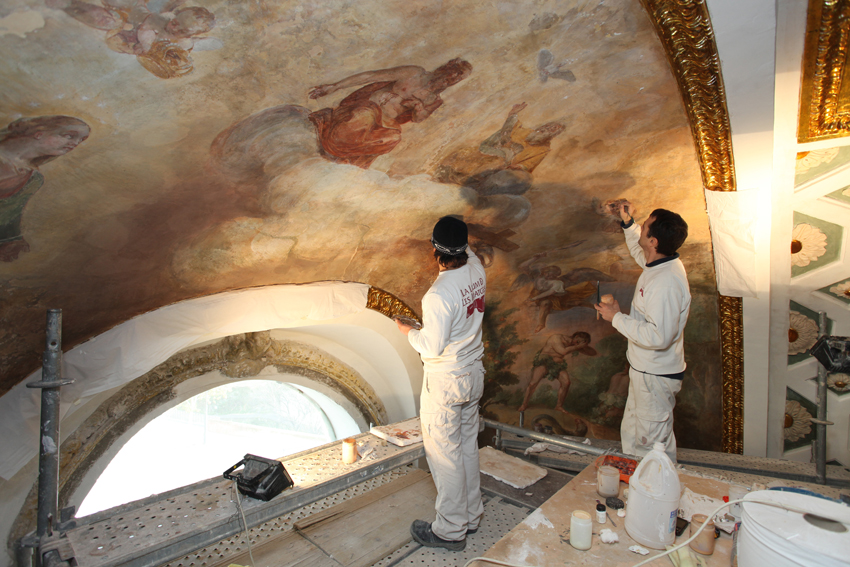
Uzupełnianie ubytków warstwy malarskiej na sklepieniu kaplicy Mare de Déu w Alcoy w Hiszpanii

Konserwacja i restauracja in situ, charakterystyczna przede wszystkim dla konserwacji i restauracji dzieł związanych z architekturą – malowideł ściennych, rzeźby kamiennej oraz detalu architektonicznego – wiąże się najczęściej z działalnością wyjazdową i prowadzaniem prac w obiektach gdzie się te obiekty znajdują. Działania takie prowadzone są zazwyczaj w większych zespołach i wymagają odpowiedniej logistyki i organizacji pracy, w tym zapewnienia właściwych rusztowań. Zazwyczaj dotyczą obiektów zabytkowych wpisanych do rejestru lub gminnej ewidencja zabytków, przez co wymagają uzyskania wcześniej odpowiednich zezwoleń. Prace konserwatorskie mają nierzadko charakter ratunkowy.

### Konserwacja i restauracja obiektów ruchomych
Konserwacja i konserwacja ruchomych dzieł sztuki odbywa się najczęściej w pracowni konserwatorskiej. Dotyczyć może m.in. malarstwa sztalugowego i rzeźby, obiektów papierowych, mebli. Konserwatorzy działają w mniejszych zespołach lub na zasadzie jednoosobowej działalności gospodarczej.

### Konserwacja i restauracja muzealna

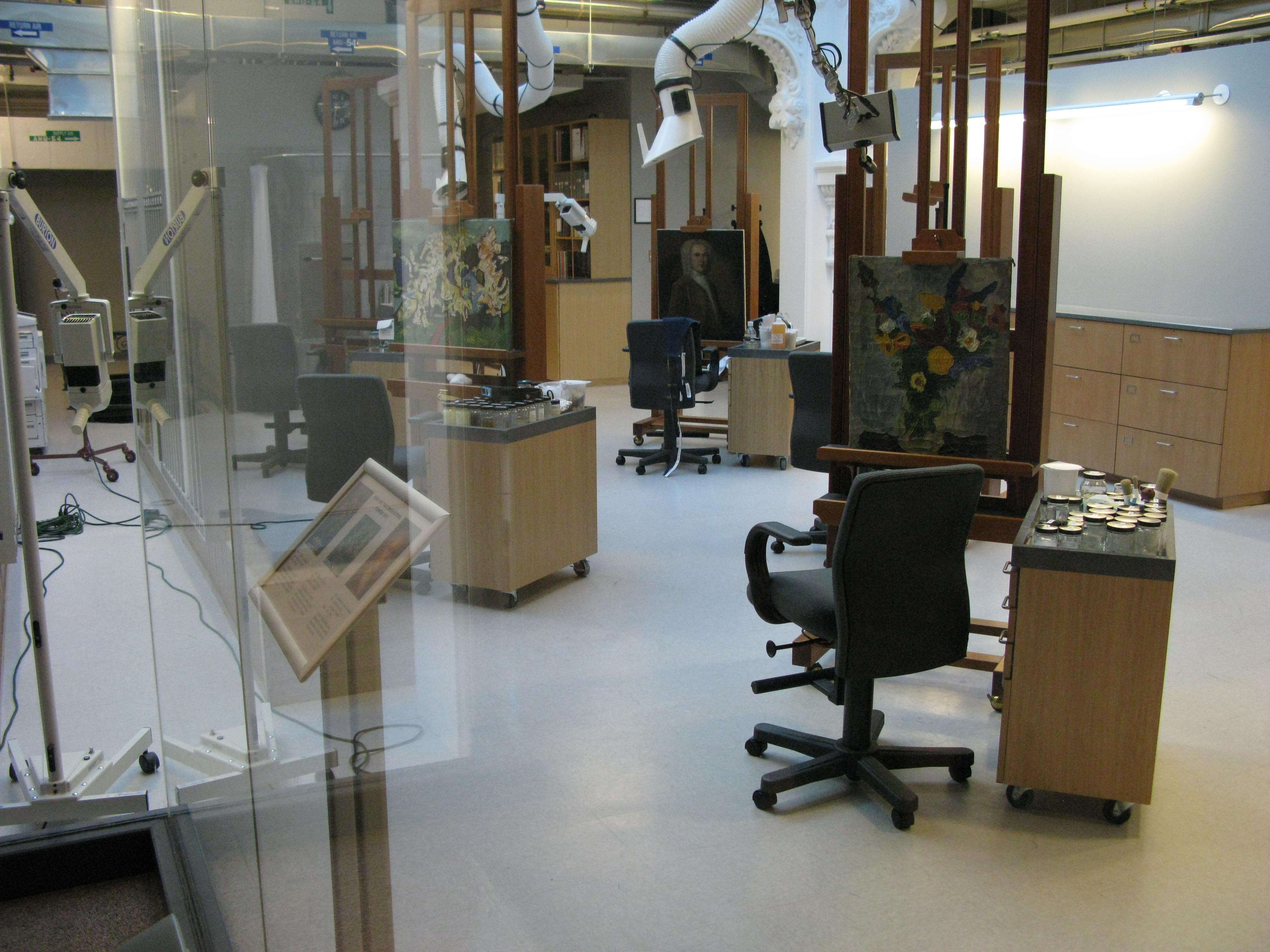
Pracownia konserwatorska Lunder Conservation Center w Smithsonian American Art Museum and the Renwick Gallery, umożliwiająca zwiedzającym oglądanie na bieżąco pracy konserwatorów-restauratorów dzieł sztuki

Trzecim obszarem jest konserwacja muzealna. W strukturach wszystkich Muzeów Narodowych w Polsce oraz wielu muzeów samorządowych i innych znajdują się działy i pracownie konserwacji. Zgodnie z ustawą, jednym z celów muzeów jest gromadzenie i trwała ochrona dóbr kulturowego dziedzictwa ludzkości o charakterze materialnym i niematerialnym. Cel ten jest realizowany m.in. przez zabezpieczanie i konserwację zbiorów. Na stanowisku asystenta konserwatorskiego, starszego asystenta konserwatorskiego, adiunkta konserwatorskiego, konserwatora oraz starszego konserwatora może być zatrudniona wyłącznie osoba posiadająca dyplom ukończenia studiów drugiego stopnia (w przypadku asystentów i adiunkta – pierwszego) lub jednolitych studiów magisterskich odpowiadających danej specjalizacji oraz określony w ustawie staż pracy.
Konserwacja i restauracja muzealna najczęściej zajmuje się ruchomymi dziełami sztuki, jednak zakres zadań konserwatora jest szerszy. W jego zakres wchodzi m.in. konserwatorska obsługa wystaw stałych i czasowych, przeprowadzanie okresowych kontroli i sporządzanie raportów stanu zachowania dzieł sztuki, konserwacja prewencyjna i monitorowanie mikroklimatu, uzupełnianie i gromadzenie dokumentacji kolekcji (w trym wywiadów konserwatorskich), uczestniczenie w procesach akwizycji, współpraca przy projektach edukacyjnych, nadzorowanie pakowania i transportu obiektów oraz pełnienie funkcji kuriera.

### Konserwacja prewencyjna
Celem konserwacji prewencyjnej (zapobiegawczej, profilaktycznej) jest uniknięcie zaistnienia możliwości powstawania zniszczeń lub ich minimalizowanie przez wyeliminowanie ich przyczyn, połączone z wdrażaniem i propagowaniem dobrych praktyk i standardów bezpieczeństwa, określających właściwe warunki przechowywania, eksponowania, pakowania i transportu.

### Badania konserwatorskie

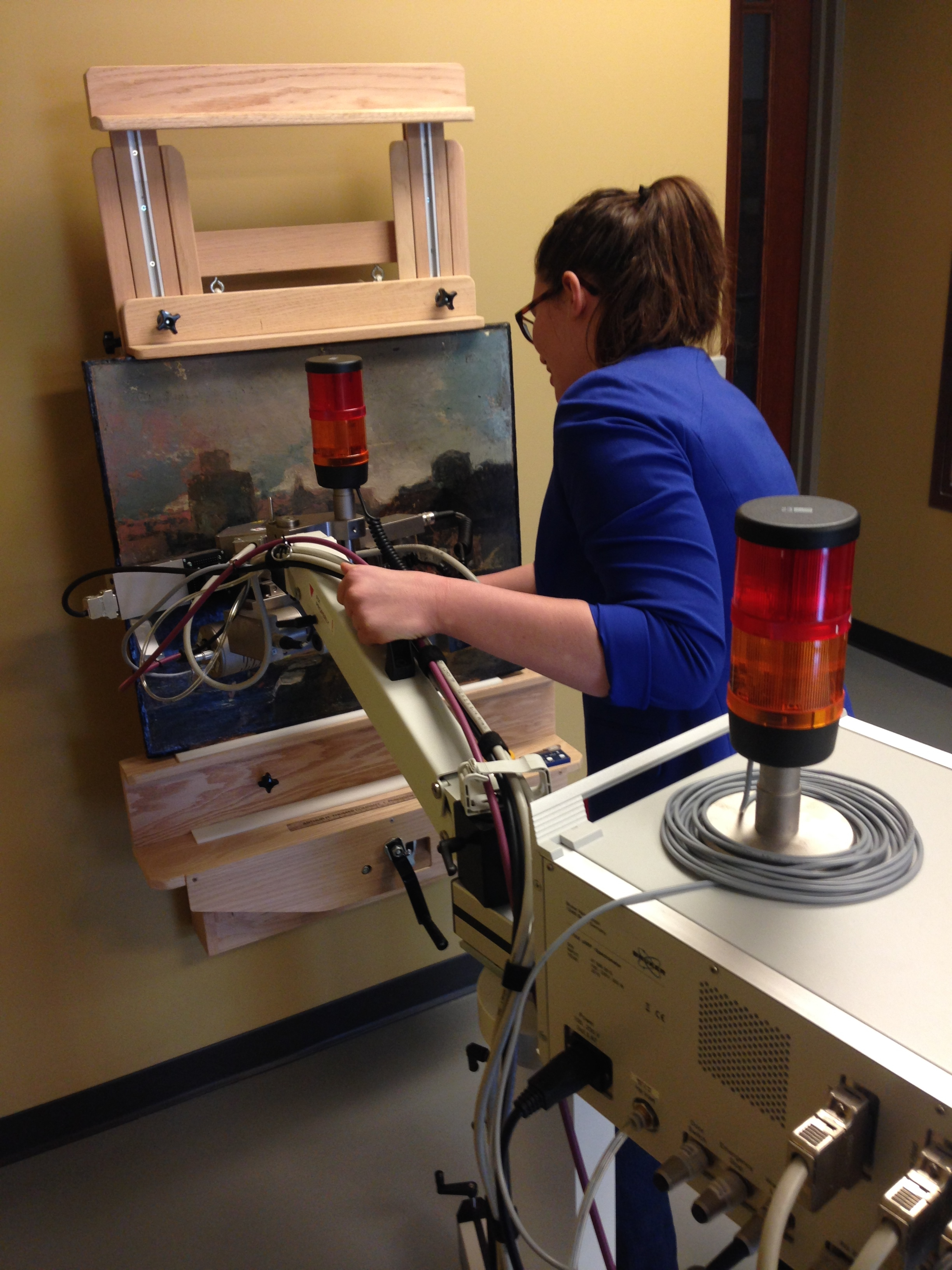
Badanie składu pierwiastkowego malowidła za pomocą fluorescencyjnej spektrometrii rentgenowskiej (XRF) w pracowni konserwatorskiej Indianapolis Museum of Art

Badania konserwatorskie są wszechstronnym, pełnym i interdyscyplinarnym rozpoznaniem i poznaniem dobra kultury, stanowiącym podstawę do postawienia poprawnej diagnozy i podjęcia właściwych decyzji konserwatorskich. Do zebrania pełnej wiedzy o obiekcie wykorzystują warsztat badawczy nauk humanistycznych, przyrodniczych, technicznych oraz specjalistycznych metod konserwatorskich, z preferencją dla metod nieniszczących. Do badań konserwatorskich należy zaliczyć również badania sfery niematerialnej dzieła sztuki przy wykorzystaniu takich narzędzi, jak częściowo ustrukturyzowany wywiad konserwatorski.
Celem badań konserwatorskich jest identyfikacja obiektu, ustalenie jego historii, funkcji, przeprowadzenie analizy formalnej i stylistycznej, rozpoznanie symboliki, znaczenia i wartości (przeszłych i obecnych), rozpoznanie i udokumentowanie budowy technicznej, użytych materiałów i zastosowanych technologii, ewentualnych przekształceń i nawarstwień, określenie stanu zachowania i sformułowanie diagnozy konserwatorskiej.

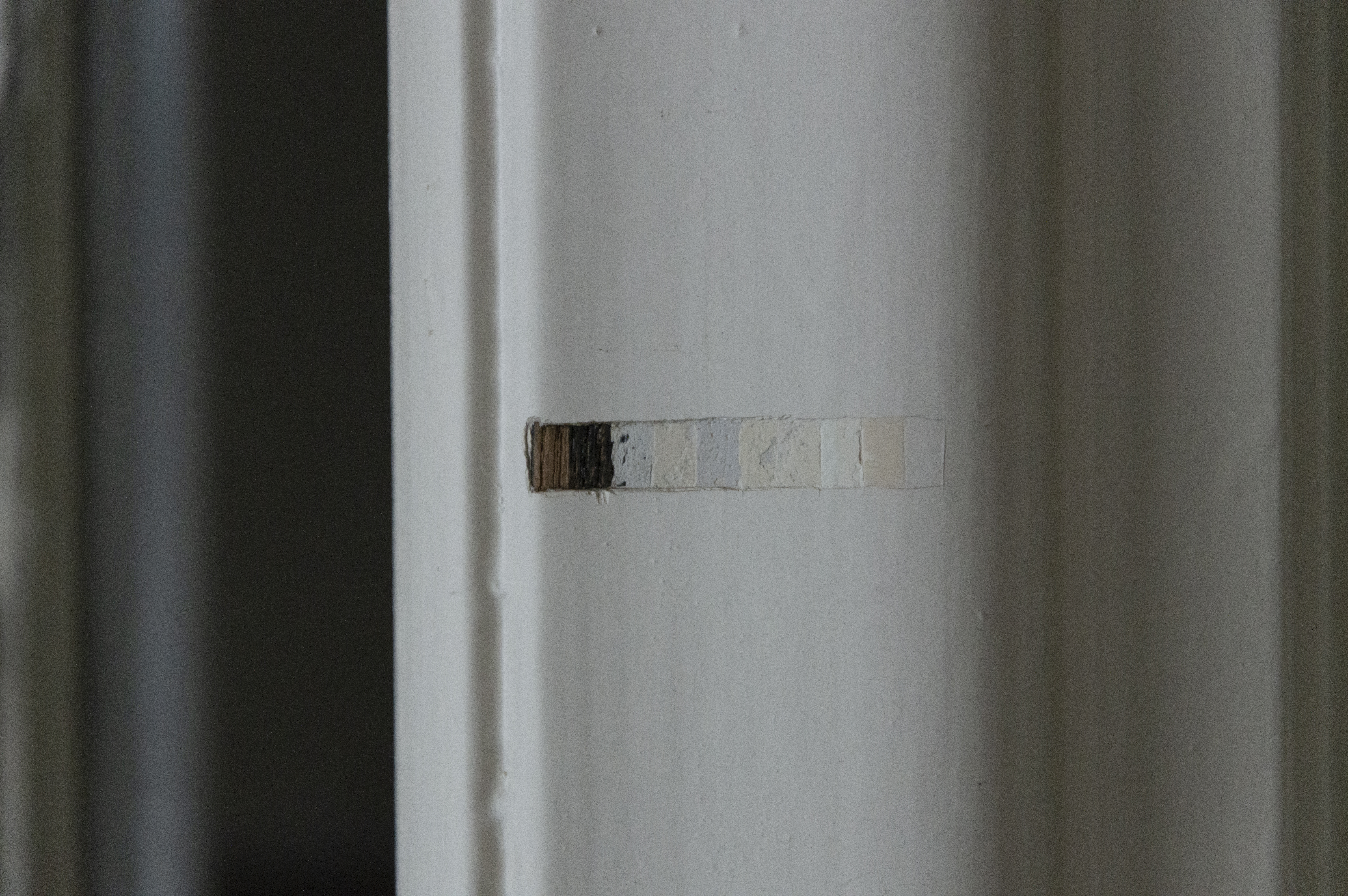
Sonda stratygraficzna pokazująca układ warstw konserwowanego obiektu, budynek Zakładu Ubezpieczeń Wypadkowych Pracowników Moraw i Śląska w Brnie

Częścią badań konserwatorskich zajmuje się chemia i fizyka konserwatorska. W zakres jej zadań wliczyć można m.in.: rozpoznanie składu i budowy nawarstwień chronologicznych, identyfikacja spoiw i pigmentów oraz technik i technologii, datowanie na podstawie wyników badań. Stosuje metody m.in. takie jak: mikroskopia optyczna, skaningowa mikroskopia elektronowa, fotografia w światłach analitycznych (UV, IR, sodowe), spektroskopia fourierowska w podczerwieni, spektroskopia Ramana, spektrometria fluorescencji rentgenowskiej, makrofluorescencja rentgenowska, rentgenografia, mikrofedometria, spektrofotometria UV-VIS, chromatografia gazowa. Bada mikroklimat i czynniki wpływające na dzieła sztuki oraz wspomaga rozwój nowych metod konserwacji.

### Projektowanie konserwatorskie
Projektowanie konserwatorskie jest opracowaniem programu i projektu konserwatorskiego na podstawie wyników badań konserwatorskich, analizy wartościującej i diagnozy konserwatorskiej. Program i projekt konserwatorski wyznaczają podstawowe założenia, cel i zakres niezbędnych działań, harmonogram zadań (postępowanie konserwatorskie) ułożonych we właściwej kolejności wraz z propozycjami metod i materiałów, określają planowany efekt końcowy. Projektowanie konserwatorskie podporządkowane jest dobru obiektu, przebiega według zasad etyki konserwatorskiej i dobrej praktyki.
W przypadków złożonych projektów, zwłaszcza w kontekście instytucjonalnym, projektowanie konserwatorskie i nadzór nad przebiegiem prac badawczych i konserwatorskich ułatwiają ustandaryzowane modele podejmowania decyzji. Konserwator-restaurator dzieł sztuki, posiadający pełną wiedzę na temat materialnych i niematerialnych aspektów dzieła i mając na celu przede wszystkich ochronę jego autentyzmu, staje się organizatorem wszystkich etapów ochrony dzieła sztuki. Współpracuje w tym zakresie z kuratorem i sam ma doświadczenie oraz wiedzę kuratorską.
Projektowanie konserwatorskie regulowane jest wytycznymi zawartymi w „Kodeksie etyki konserwatorskiej”, a sam projekt konserwatorski chroniony jest prawem autorskim.

### Dokumentacja konserwatorska

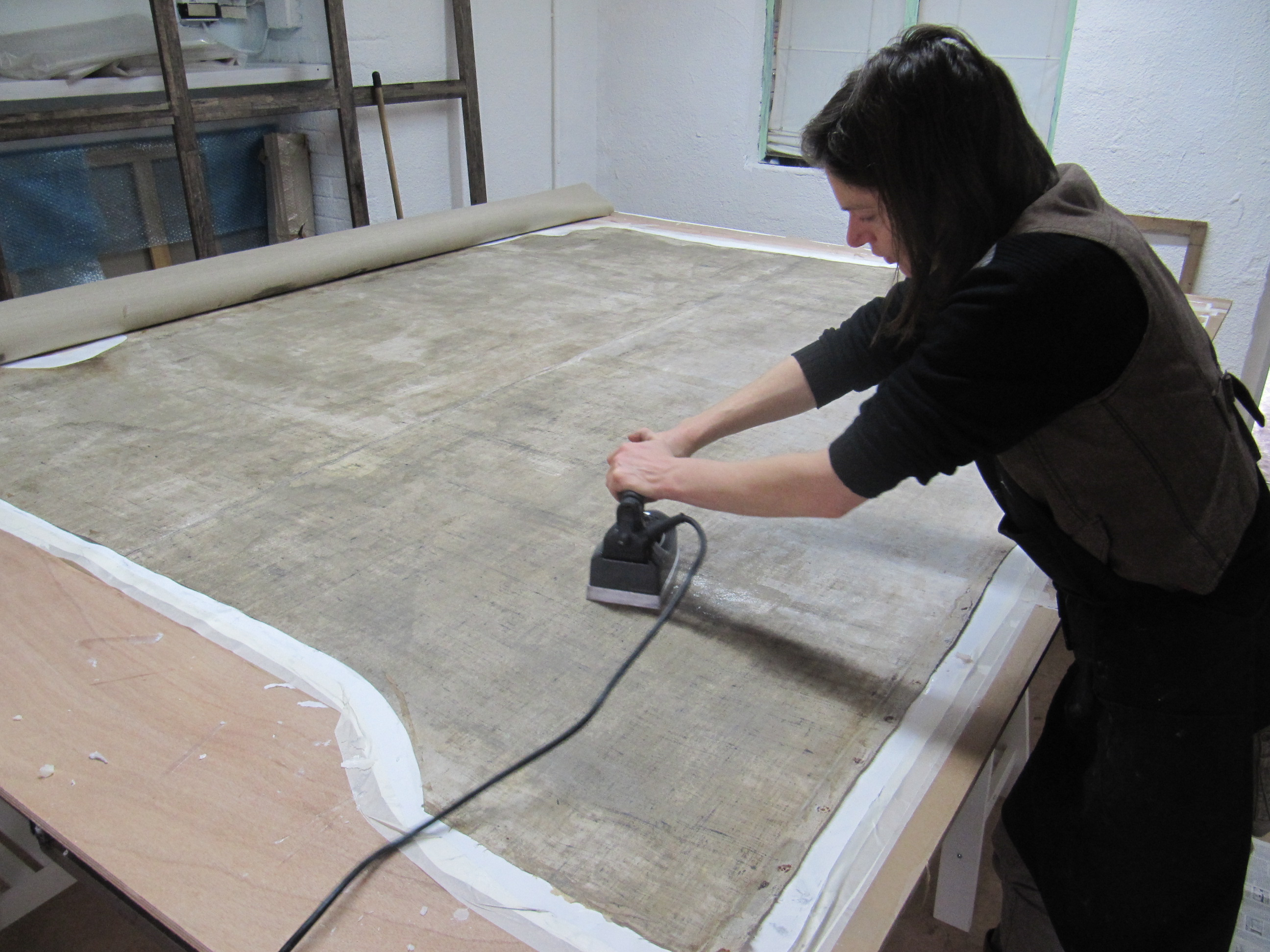
Zabieg dublażu malowidła sztalugowego na płótnie

Dokumentacja konserwatorska zajmuje się rejestrowaniem i prezentowaniem przebiegu konserwacji oraz dokumentowaniem samych dzieł sztuki, za pomocą narzędzi takich jak: pisemna dokumentacja konserwatorska, dokumentacja rysunkowo-pomiarowa, rejestry i raporty stanu zachowania, fotografia dokumentacyjna, inwentaryzacja fotogrametryczna, skanowanie 3D, częściowo ustrukturyzowany wywiad konserwatorski czy baza próbek materiałowych danego artysty (ang. artist’s box).

### Typowe zabiegi przy obiekcie
Do typowych czynności i zabiegów konserwatorsko-restauratorskich oddziałujących na sam obiekt należą: oczyszczanie powierzchni, usuwanie werniksu i przemalowań, odsalanie, odkwaszanie, dezynfekcja i dezynsekcja, impregnacja i konsolidacja, sklejanie, licowanie, dublowanie, podklejanie warstw i pęcherzy, wykonywanie zastrzyków, uzupełnianie ubytków warstw obiektu (w tym warstwy malarskiej – retuszowanie, punktowanie).

## Etyka i zasady konserwacji i restauracji dzieł sztuki

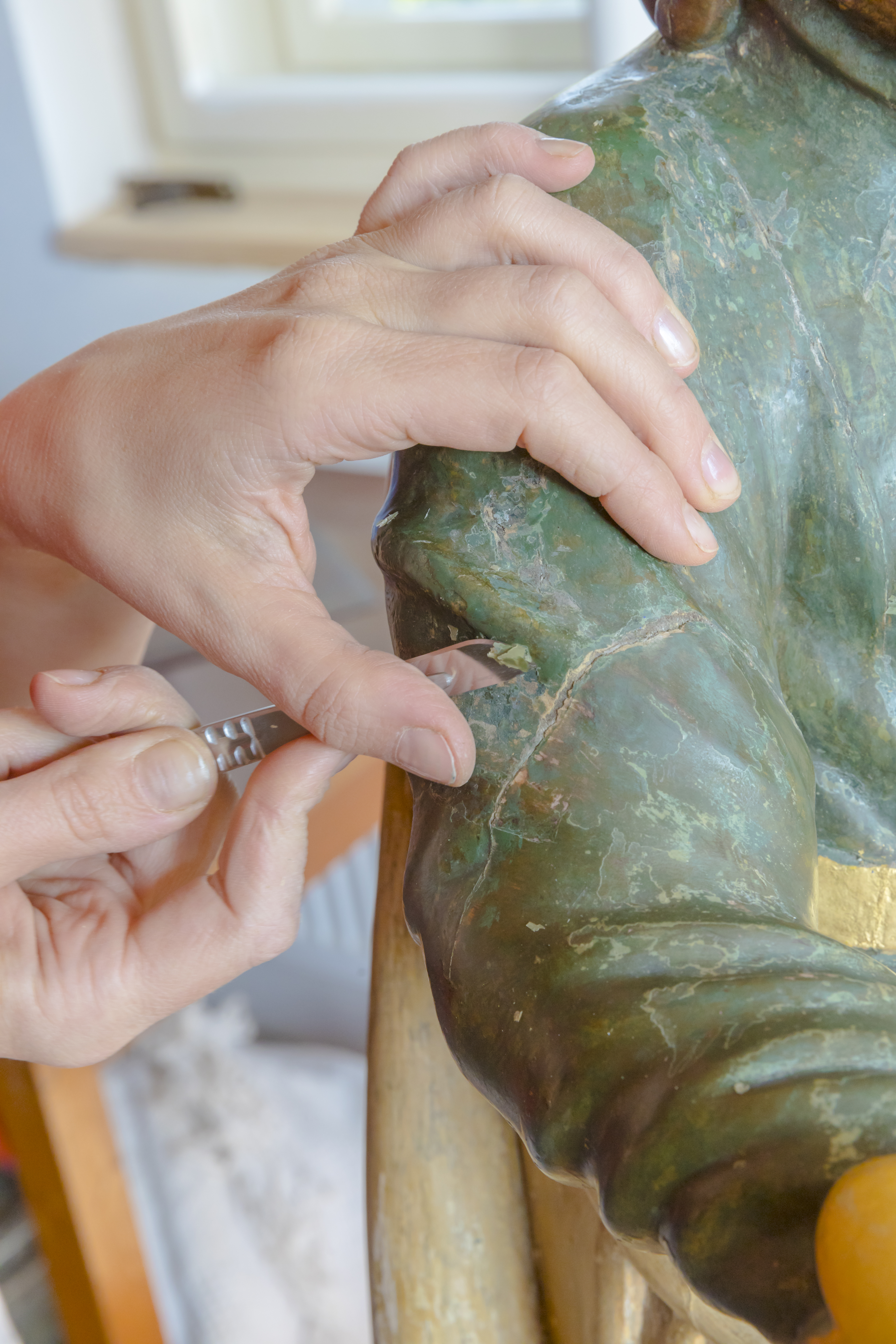
Usuwanie nawarstwień na rzeźbie drewnianej, polichromowanej podczas prac konserwatorskich w ratuszu staromiejskim w Pradze, 2017-2018

Początki formułowania zasad etycznych związanych z ochroną zabytków i dzieł sztuki sięgają XVIII wieku i działalności Johanna Joachima Winckelmanna, który dążąc do ochrony autentyzmu konserwowanych obiektów wprowadził zasadę odróżniania partii uzupełnionych od pierwotnych tak, by nie wprowadzać w błąd odbiorcy. Współczesna teoria i etyka konserwatorska wyrosła na doświadczeniach ostatnich 200 lat, poprzedzonych krytycznie ocenianą ze względu na prymat rekonstrukcji i usuwania późniejszych nawarstwień epoką puryzmu, której przedstawicielem był Eugène Viollet-le-Duc. Na przełomie wieku XIX i XX podstawy współczesnej myśli konserwatorskiej stworzyli Alois Riegl, Max Dvořák i Georg Dehio, w XX wieku temat rozwijali Cesare Brandi, Walter Frodl, Umberto Baldini. W Polsce tematem etyki i zasad konserwacji restauracji zajmowali się m.in. Bohdan Marconi, Hanna Jędrzejewska, Wojciech Kurpik, Andrzej Tomaszewski, Bogumiła J. Rouba, Józef Furdyna.
Obecnie funkcjonują różnorodne polskie i zagraniczne opracowania i kodeksy etyki, wśród których należy wyróżnić „Kodeks etyki konserwatora-restauratora dzieł sztuki” powstały w 2016 r. pod redakcją Mieczysława Steca na wniosek Ogólnopolskiej Rady Konserwatorów Dzieł Sztuki ZPAP, „E. C. C. O Professional Guidelines (II) Code of Ethics”, a także opracowania Bogumiły J. Rouby oraz Iwony Szmelter.
Powszechnie podkreśla się konieczność posiadania przez konserwatora-restauratora specjalistycznych kwalifikacji, uzyskanych w procesie kształcenia artystycznego i naukowego na poziomie akademickim lub uniwersyteckim, konieczność zachowania bezstronności wobec walorów i treści dzieła sztuki oraz kierowania się szacunkiem wobec autentyku, konieczność stosowania jak najbardziej odwracalnych zabiegów oraz właściwego dokumentowania swojej pracy.
Bogumiła J. Rouba wyróżniła siedem podstawowych zasad traktowania dóbr kultury:
1. „zasada PRIMUM NON NOCERE (łac. „przede wszystkim nie szkodzić”),
2. zasada maksymalnego poszanowania oryginalnej substancji zabytku i wszystkich jego wartości (materialnych i niematerialnych),
3. zasada minimalnej niezbędnej ingerencji (powstrzymywania się od działań niekoniecznych),
4. zasada, zgodnie z którą usuwać należy to (i tylko to), co na oryginał działa niszcząco,
5. zasada czytelności i odróżnialności ingerencji oraz ich estetycznego podporządkowania oryginałowi (niekonkurencyjności),
6. zasada odwracalności metod i materiałów,
7. zasada wykonywania wszelkich prac zgodnie z najlepszą wiedzą i na najwyższym poziomie, wraz z pełną dokumentacją wyników badań oraz przebiegu kolejnych działań”[58].

W praktyce, postulowana w punkcie nr 6. odwracalność, najczęściej nie jest w pełni możliwa do spełnienia. Każde działanie w jakiś sposób wpływa na dzieło sztuki i nie jest możliwe całkowite usunięcie zmian przez nie wprowadzonych. W związku z tym proponuje się zastąpienie „odwracalności” (ang. reversible) i „usuwalnością” (ang. removable). 

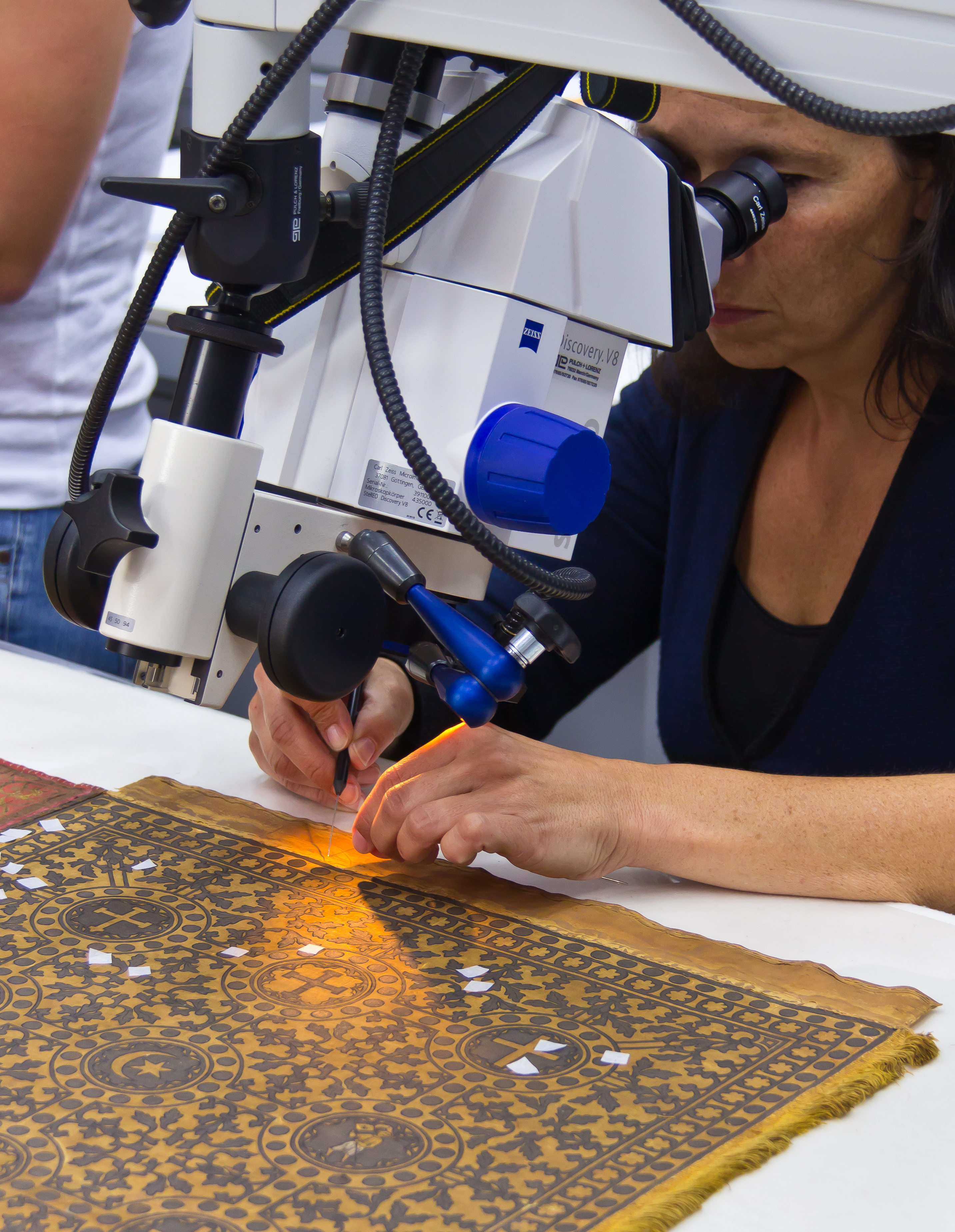
Konserwacja i restauracja sztandaru miasta Kolonii w pracowni konserwatorskiej Museum Schnütgen, 2011

Iwona Szmelter zaproponowała rozszerzony zestaw 10 zasad odpowiadających na poszerzanie się pola sztuki i wraz z nią przedmiotu konserwacji:
1. „po pierwsze «przede wszystkim nie szkodzić» – postępowanie według naczelnej zasady etycznej, zgodnej z maksymą hipokratejską;
2. maksymalne poszanowanie dla oryginalnej substancji lub wirtualnego ciała sztuki i wszystkich ich wartości;
3. prowadzenie badań identyfikacyjnych i wielodyscyplinarnych studiów przed diagnozą oraz sformułowaniem projektu konserwatorskiego, wszystkie zagadnienia powinny być udokumentowane przed podjęciem decyzji;
4. rozszerzona rola dokumentacji w projekcie konserwatorskim: wykorzystująca nowe metody rejestracji i archiwizacji, argumentująca właściwe rozpoznanie dzieła (wyjściowe elementy ochrony), jego konserwację-restaurację, ewentualnie rekonstrukcję;
5. zachowanie minimalnej niezbędnej ingerencji, realizowane jednak nie w postaci sztywnej zasady, ale dostosowane do specyfiki utworu/dzieła/obiektu, oparte na odpowiednim paradygmacie teorii konserwatorskiej;
6. postępowanie dla zachowania potencjalnej jedności utworu/dzieła/obiektu i jego integralności;
7. możliwa odwracalność/usuwalność metod i materiałów (jednak nie zawsze jest to realne);
8. czytelność i odróżnialność ingerencji, jeśli nie przez znak konserwatorski, to w dokumentacji oraz w komunikacie dla odbiorców;
9. wykonywanie i dokumentowanie prac zgodnie z najlepszą wiedzą i na najwyższym poziomie, co wymaga rozszerzenia i aktualizacji profesjonalnej wiedzy konserwatorskiej – nie ma tu miejsca na amatorstwo, a przystępując do badań, nie możemy kierować się rutyną lub powtarzalnością zagadnień;
10. partycypacja społeczna na etapach identyfikacji dzieła i jego stanu zachowania, diagnozy i projektu konserwatorskiego, niezbędne jest upowszechnienie informacji, by obiekt był zrozumiały dla odbiorcy”[34].

W kontekście sztuki nowoczesnej i współczesnej, bardzo ważnym czynnikiem wpływającym na działalność konserwatora-restauratora jest prawo autorskie, a zwłaszcza należące do niezbywalnych i nieograniczonych w czasie autorskich praw osobistych: „prawo do nienaruszalności treści i formy utworu oraz jego rzetelnego wykonania” (art. 16. pkt 3) oraz „prawo nad sposobem korzystania z utworu” (art. 16. pkt 5).

## Twórczy i artystyczny aspekt konserwacji i restauracji dzieł sztuki
Istotnym aspektem konserwacji i restauracji dzieł sztuki jest aspekt twórczy i artystyczny, mający przełożenie na jej uwarunkowania teoretyczne, praktyczne oraz prawne.
W zachodnioeuropejskiej teorii i praktyce konserwatorskiej drugiej połowy XX w. popularność zyskała tzw. „konserwacja naukowa” (ang. scientific conservation), za prymat biorąca materialny element dzieła sztuki, chronionego dzięki zapewniającym obiektywność metodom nauk ścisłych. Odrzucała subiektywne odczucia, pomijając wartości artystyczne dzieła sztuki i twórczy charakter ich konserwacji i restauracji.
Możliwość obiektywnego, czysto naukowego podejścia została zakwestionowana zarówno przez klasycznych teoretyków, takich jak Cesare Brandi, Umberto Baldini, Paul Philippot, jak i współczesnych badaczy zajmujących się ochroną dziedzictwa i dzieł sztuki, jak Salvador Muñoz Viñas i David Lowenthal. Subiektywność decyzji podejmowanych przez konserwatora-restauratora wynika z obecności w dziele sztuki wartości estetycznych i artystycznych oraz jego często złożonej struktury i historii. Ze względu na to, że wybór kierunku konserwacji-restauracji i przebieg poszczególnych zabiegów zależy od poglądów danej osoby, konsensusu panującego w konkretnym środowisku lub czasach, nieograniczona subiektywność może prowadzić do efektów sprzecznych z celem konserwacji i restauracji dzieł sztuki. W jej miejsce postulowana jest intersubiektywność.
Polska szkoła konserwacji i restauracji dzieł sztuki kładzie nacisk na obecność w dyscyplinie aspektu twórczego, pociągającego za sobą konieczność akademickiego kształcenia zarówno w obszarze naukowym, jak i artystycznym. Konserwacja i restauracja jest jednocześnie dziedziną nauki i sztuki, w przypadku tej drugiej postępującą odmiennie od innych form twórczości – całkowicie podporządkowującą akt własnej kreacji intencjom twórcy konserwowanego dzieła.

### Twórczy charakter konserwacji i restauracji dzieł sztuki a prawo autorskie
Twórczy aspekt konserwacji pociąga za sobą ważne konsekwencje prawne. W większości przypadków efekt prac konserwatorskich – dzieło konserwatorskie, w tym projekt i program prac konserwatorskich, jest utworem w rozumieniu prawa autorskiego i jako takie jest prawnie chronione. Jest rezultatem działalności intelektualnej człowieka, stanowi przejaw działalności twórczej i zostało utrwalone w jakiejkolwiek postaci. Utworem nie są jedynie efekty działań czysto technicznych, pozbawionych twórczego charakteru.
Wśród przejawów twórczego charakteru działalności konserwatora-restauratora dzieł sztuki wyróżnia się m.in.: dokonywanie wyboru jednej z możliwych postaci dzieła sztuki w celu przekazania odbiorcy jego wartości zgodnych z intencją artysty; dokonywanie rekonstrukcji procesu twórczego artysty na podstawie „dialogu” z artystą, opartego na wrażliwości estetycznej, talencie artystycznym i wiedzy konserwatorskiej; tworzenie nowych jakości estetycznych w konserwowanym dziele przez odsłanianie, dodawanie lub usuwanie jego elementów (np. wpływających na wygląd obiektu środków konsolidujących lub werniksów).
Dzieło konserwatorskie jako utwór spełnia kryterium oryginalności i indywidualności przez fakt interpretacji i uporządkowania przez konserwatora-restauratora zastanej sytuacji dzieła sztuki za pomocą środków wyrazu artystycznego, własnej pomysłowości i indywidualnego ujęcia, a także kryterium nowości, przez fakt odmienności dzieła od stanu przed konserwacją oraz odmienności od stanu pierwotnego (przez dodanie elementów lub wartości będących wytworem procesów świadomości konserwatora).

## Działy konserwacji i restauracji dzieł sztuki

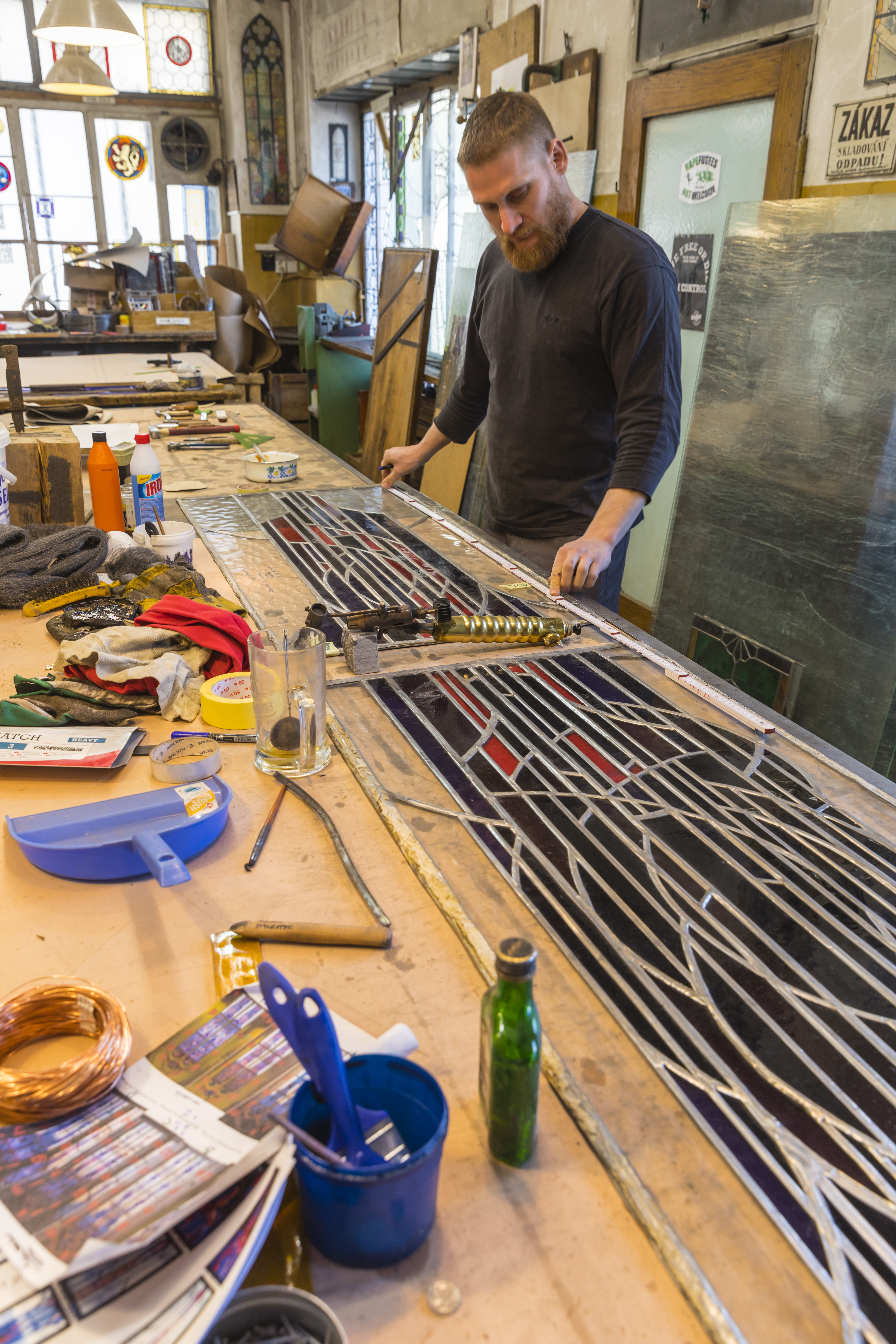
Pracownia konserwacji witrażu w trakcie prac konserwatorsko-restauratorskich w ratuszu staromiejskim w Pradze, 2017-2018

Nie istnieje jeden oficjalny podział dyscypliny na działy, w strukturach muzeów oraz wydziałów uczelni wyższych zaobserwować można powtarzający się zwyczajowy podział przyjmujący za kryterium właściwości i charakterystyczne problemy niesione przez materię poszczególnych grup dzieła sztuki. Wyjątek stanowią: konserwacja dzieł sztuki nowoczesnej i współczesnej, wzornictwa i dziedzictwa technicznego oraz sztuki ludowej i dziedzictwa etnograficznego, wyodrębnione przede wszystkim przez zestawienie właściwości i charakterystycznych problemów sfery niematerialnej dzieła sztuki.
Obok działów poświęcone stricte ochronie poszczególnych grup dzieł sztuki, wyróżnić można działy związane z ich badaniem i dokumentacją oraz działy historyczno-teoretyczne.
W zależności od specyfiki i historii danego ośrodka badawczego można zaobserwować różnice w szczegółach, jednak w swojej najbardziej ogólnej formie podział dyscypliny na działy przedstawia się następująco:

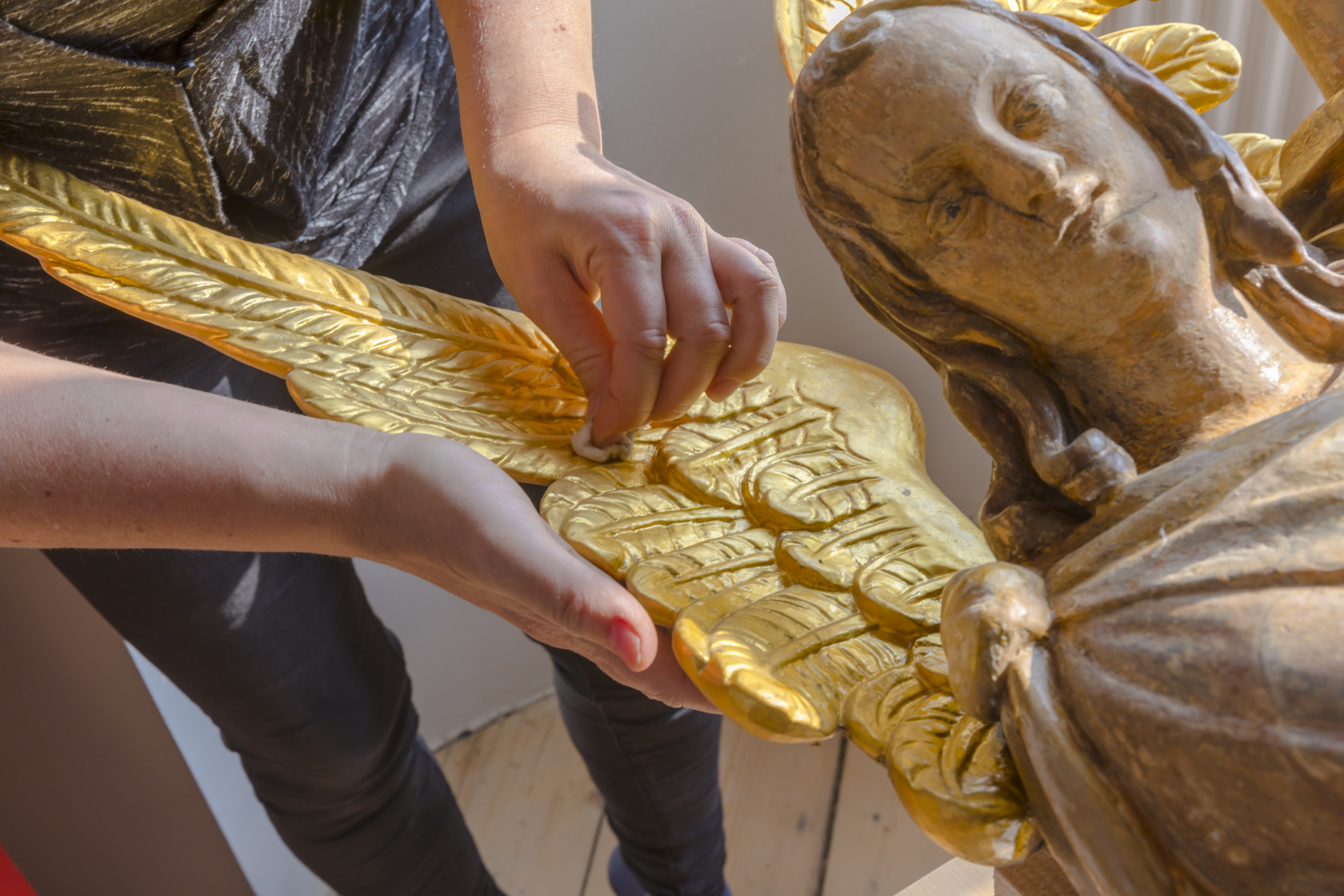
Konserwacja i restauracja rzeźby drewnianej, polichromowanej podczas prac konserwatorskich w ratuszu staromiejskim w Pradze, 2017-2018

### Działy związane stricte z ochroną dzieła sztuki
- konserwacja i restauracja malowideł ściennych, w skład której wchodzi także przenoszenie malowideł ściennych[73];
- konserwacja i restauracja malowideł sztalugowych (na podłożach ruchomych): na podłożu płóciennym, na podłożu drewnianym, na podłożu papierowym (niekiedy wyróżniana oddzielnie od konserwacji i restauracji papieru[74]);
- konserwacja i restauracja rzeźby: drewnianej, polichromowanej (niekiedy łączonej z konserwacją malarstwa na podłożach ruchomych[75]); kamiennej, stiuku i ceramiki (niekiedy obejmującej elementy architektury[76]);
- konserwacja i restauracja papieru i skóry: grafiki, starych druków, książki;
- konserwacja i restauracja szkła: witrażu i obiektów szklanych (niekiedy łączona z konserwacją ceramiki[77]);
- konserwacja i restauracja tkanin i ubiorów;
- konserwacja i restauracja rzemiosła artystycznego i sztuki użytkowej;
- konserwacja i restauracja zabytków archeologicznych;
- konserwacja i restauracja fotografii;
- konserwacja i restauracja mebla i ram;
- konserwacja i restauracja metalu;
- konserwacja i restauracja sztuki nowoczesnej i współczesnej, w tym zajmująca się ochroną sztuki efemerycznej[78], procesualnej[32], interaktywnej, cyfrowej, time-based media[79];
- konserwacja i restauracja wzornictwa, designu i dziedzictwa technicznego;
- konserwacja i restauracja sztuki ludowej i dziedzictwa etnograficznego;
- konserwacja prewencyjna (zapobiegawcza, profilaktyczna).

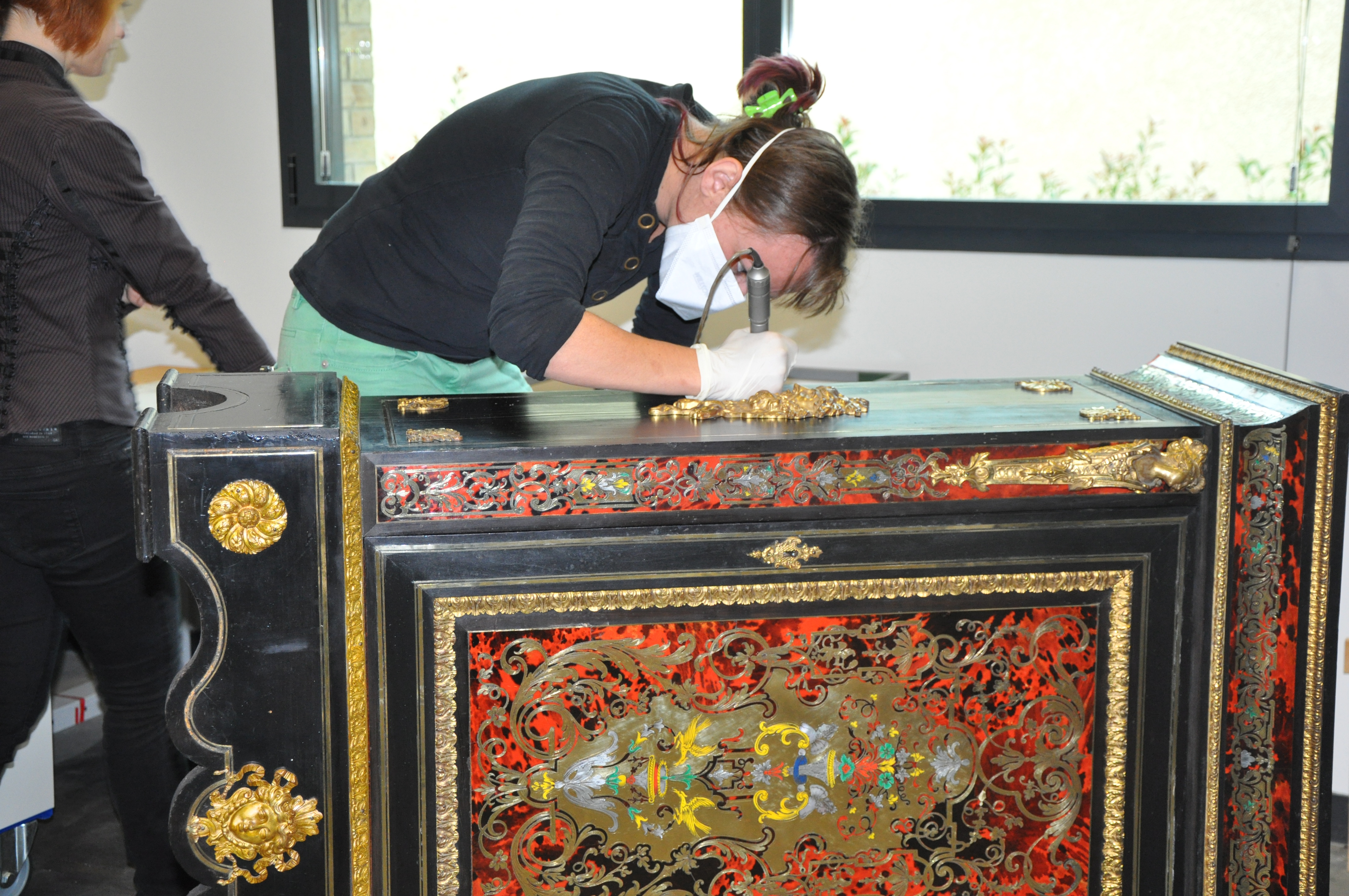
Konserwacja mebla przeprowadzana w ramach zajęć dydaktycznych Narodowego Instytutu Dziedzictwa we Francji

### Działy związane z badaniem i dokumentacją dzieł sztuki
- technologia i techniki dzieł sztuki, zajmująca się teoretycznym i praktycznym badaniem m.in. technologii i technik malarskich mineralnych i organicznych, rzeźbiarskich, szklarskich, fotograficznych;
- dokumentacja konserwatorska;
- projektowanie konserwatorskie;
- chemia i fizyka konserwatorska;
- materiałoznawstwo[80].

### Działy historyczno-teoretyczne
- teoria konserwacji[81];
- etyka konserwatorska;
- historia doktryn konserwatorskich[81].

## Nauczanie konserwacji i restauracji dzieł sztuki na polskich uczelniach państwowych
Kompleksowe i profesjonalne nauczanie w zakresie konserwacji i restauracji dzieł sztuki, łączące zagadnienia teoretyczne i praktyczne, rozpoczęło się niedługo po II wojnie światowej w trzech ośrodkach, kolejno: Krakowie, Warszawie i Toruniu. W 2023 r. do tej listy dołączył Wrocław.

### Kraków

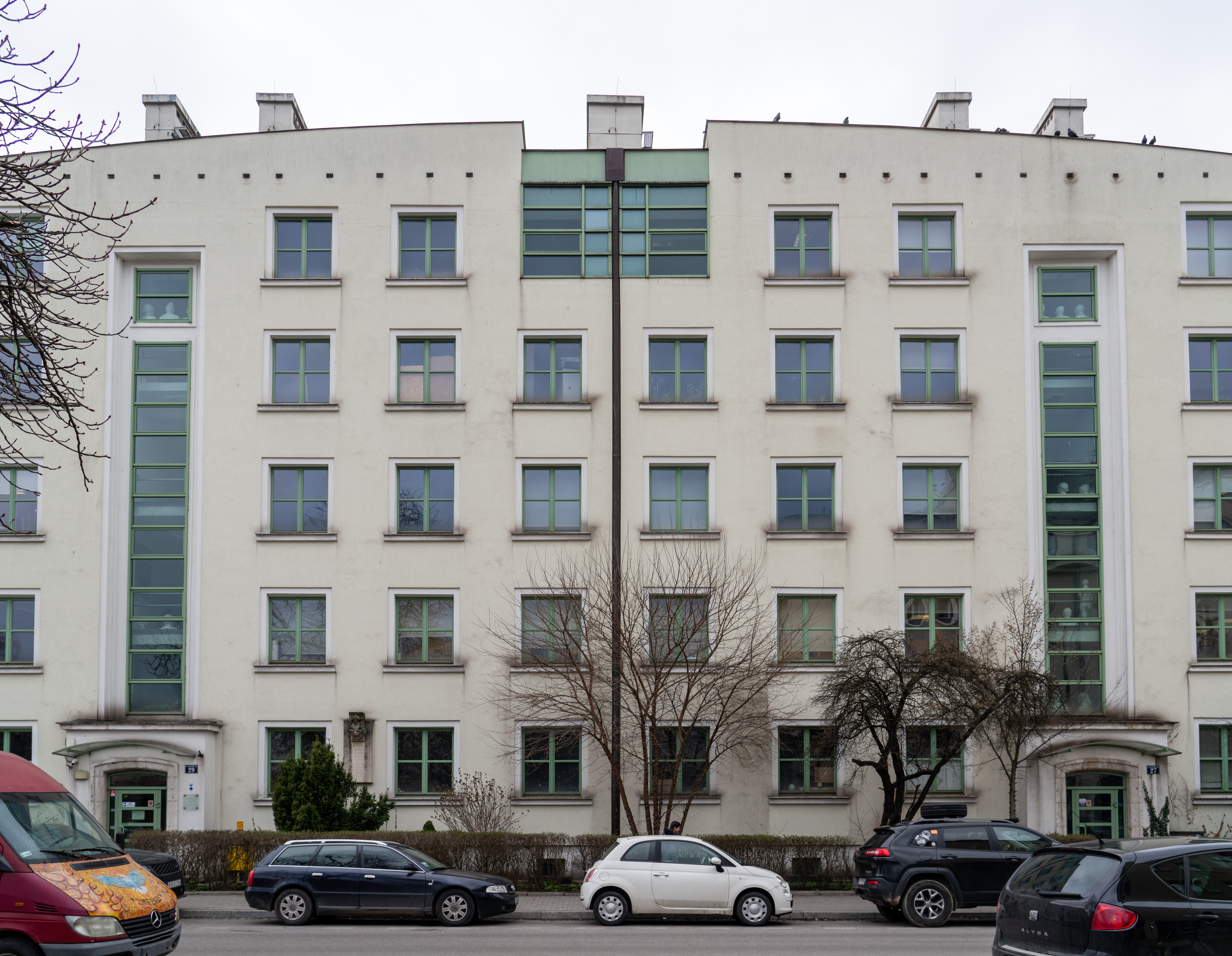
Główny budynek Wydziału Konserwacji i Restauracji Dzieł Sztuki Akademii Sztuk Pięknych im. Jana Matejki w Krakowie, ul. J. Lea 27-29

14 września 1947 r. w Państwowej Wyższej Szkole Sztuk Plastycznych w Krakowie utworzono Studium Konserwacji Malarstwa i Rzeźby, które w 1949 r. przekształcono w Wydział Konserwacji Malarstwa i Rzeźby. 1 września 1950 r. połączono Państwową Wyższą Szkołę Sztuk Plastycznych w Krakowie i Akademię Sztuk Pięknych w Krakowie pod nazwą Akademia Sztuk Pięknych w Krakowie. Z połączenia Wydziału Konserwacji Malarstwa i Rzeźby PWSSP oraz Katedry Technologii i Technik Malarskich ASP (utworzonej w 1948 r. z Zakładu Technologii i Technik Malarskich powołanego w 1935 r.) powstał Wydział Konserwacji. Jednostka ta w latach 1957–1965 funkcjonowała jako samodzielne Studium Konserwacji Dzieł Sztuki, później stanowiące część Wydziału Malarstwa i Grafiki (1965–1969) i Wydziału Malarstwa (1969–1971). W 1972 r., decyzją Ministerstwa Kultury i Sztuki jednostka ponownie uzyskała status wydziału (Konserwacji Dzieł Sztuki), a od 23 marca 1993 nosi nazwę Wydziału Konserwacji i Restauracji Dzieł Sztuki.

### Warszawa
4 października 1947 r. na Akademii Sztuk Pięknych w Warszawie utworzono Studium Konserwacji Malarstwa, które 1 września 1950 r., po połączeniu z Państwową Wyższą Szkołą Sztuk Plastycznych w Warszawie, przekształcono w Wydział Konserwacji. Od 1952 r. jednostka funkcjonowała jako Studium Konserwatorskie przy Wydziale Malarstwa, by w 1964 r. stała się Katedrą Konserwacji na tymże Wydziale. W 1972 r. na mocy decyzji Ministerstwa Kultury i Sztuki powołano Wydział Konserwacji Dzieł Sztuki.

### Toruń
W 1945 r. na Wydziale Sztuk Pięknych Uniwersytetu Mikołaja Kopernika w Toruniu utworzono Katedrę Zabytkoznawstwa i Konserwatorstwa, zajmującą się opieką nad zabytkami wyłącznie w ujęciu teoretycznym. W 1947 r. w ramach Studium Zabytkoznawstwa i Konserwatorstwa powołano Pracownię, a w 1952 r. Katedrę Technologii i Technik Malarskich. 6 sierpnia 1969 r. na Wydziale Sztuk Pięknych powstał Instytut Zabytkoznawstwa i Konserwatorstwa. Od 2019 r. struktura Wydziału Sztuk Pięknych oparta jest na katedrach, w tym zajmujących się konserwacją i restauracją dzieł sztuki.

### Wrocław
W 2023 r. na Wydziale Ceramiki i Szkła Akademii Sztuk Pięknych im. Eugeniusza Gepperta we Wrocławiu otwarto kierunek „konserwacja i restauracja dzieł sztuki” w zakresie specjalizacji „konserwacja i restauracja ceramiki i szkła”.

### Wydziały polskich uczelni państwowych prowadzące studia w zakresie konserwacji i restauracji dzieł sztuki
Wydział Konserwacji i Restauracji Dzieł Sztuki Akademii Sztuk Pięknych im. Jana Matejki w Krakowie
- kierunek „konserwacja i restauracja dzieł sztuki”, studia jednolite magisterskie 6-letnie:
  - specjalność „konserwacja i restauracja malarstwa”;
  - specjalność „konserwacja i restauracji rzeźby”[89].

Wydział Konserwacji i Restauracji Dzieł Sztuki Akademii Sztuk Pięknych w Warszawie
- kierunek „konserwacja i restauracja dzieł sztuki”, studia jednolite magisterskie 6-letnie:
  - specjalność „konserwacja i restauracja malarstwa i rzeźby polichromowanej”;
  - specjalność „konserwacja i restauracja książki, grafiki i skóry zabytkowej”;
  - specjalność „konserwacja i restauracja tkanin zabytkowych”;
  - specjalność „konserwacja i restauracja rzeźby kamiennej i elementów architektury”[90].

Wydział Sztuk Pięknych Uniwersytetu Mikołaja Kopernika w Toruniu
- kierunek „konserwacja i restauracja dzieł sztuki”, studia jednolite magisterskie 6-letnie:
  - specjalność „konserwacja i restauracja malarstwa i rzeźby polichromowanej”;
  - specjalność „konserwacja i restauracja papieru i skóry”;
  - specjalność „konserwacja i restauracja rzeźby kamiennej i detalu architektonicznego”[91].

Wydział Ceramiki i Szkła Akademii Sztuk Pięknych im. Eugeniusza Gepperta we Wrocławiu
- kierunek „konserwacja i restauracja dzieł sztuki”, studia jednolite magisterskie 6-letnie:
  - specjalność „konserwacja i restauracja ceramiki i szkła”[92].

### Karty, dokumenty doktrynalne
- Definition of the profession (1984), ICOM-CC International council of museums – comittee for conservation, 1984 [dostęp 2024-08-22] [zarchiwizowane z adresu 2024-03-02] (ang.).
- Dokument z Nara o Autentyzmie. Konferencja na temat autentyzmu, Nara 1994, [w:] Bogusław Szmygin (oprac.), Vademecum Konserwatora Zabytków. Międzynarodowe Normy Ochrony Dziedzictwa Kultury, Polski Komitet Narodowy ICOMOS, 2015, s. 111–113 [dostęp 2024-08-22] (pol.).
- E.C.C.O. Professional Guidelines (I). The Profession [online], European Confederation of Conservator-Restorers‘ Organisations, 1 marca 2002 [dostęp 2024-08-22] (ang.).
- E.C.C.O. Professional Guidelines (II). Code of Ethics [online], European Confederation of Conservator-Restorer’s Organisations, 7 marca 2003 [dostęp 2024-08-23] (ang.).
- Karta Krakowska 2000, „Spotkania z Zabytkami”, 2014 (7-8), Fundacja Hereditas, Narodowy Instytut Dziedzictwa, 2014, s. 12, ISSN 0137-222X [dostęp 2024-08-22] (pol.).
- Kodeks etyki konserwatora-restauratora dzieł sztuki [online], Ogólnopolska Rada Konserwatorów Dzieł Sztuki przy Zarządzie Głównym Związku Polskich Artystów Plastyków [dostęp 2024-08-05] [zarchiwizowane z adresu 2024-08-05] (pol.).
- Międzynarodowa karta konserwacji i restauracji zabytków i miejsc zabytkowych (Karta Wenecka 1964), ICOMOS Open Archive, 1964 [dostęp 2024-08-22] (pol.).